# Kalktriften Willebadessen

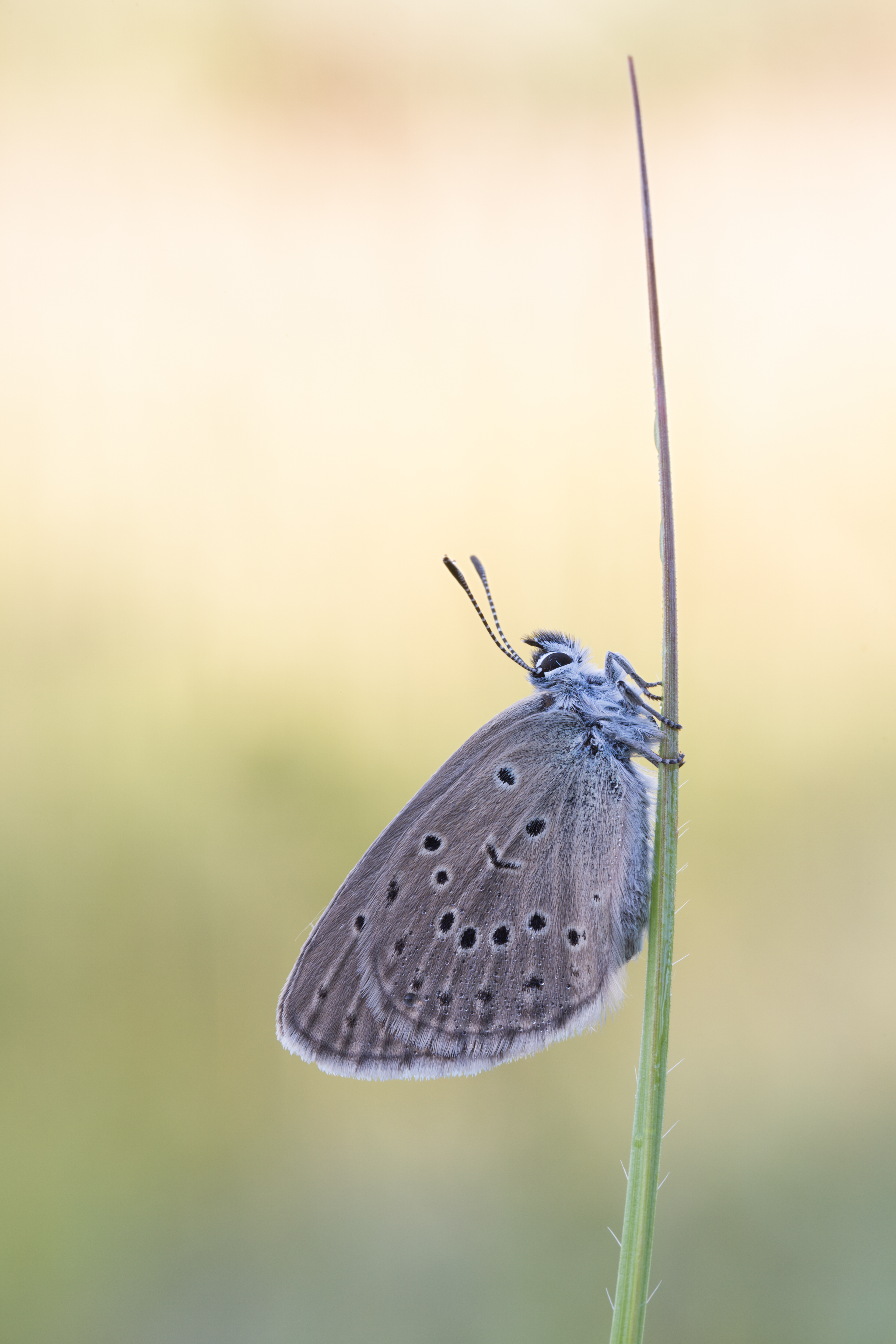
Der Kreuzenzian-Ameisenbläuling ist mit dem Kreuzenzian das Markenzeichen der Kalktriften von Willebadessen

Die Kalktriften von Willebadessen sind ein Naturschutzgebiet in Willebadessen im Kreis Höxter, das den Fortbestand des durch Beweidung von Schafen und Ziegen entstandenen Kalkhalbtrockenrasens absichert. Herausragende Merkmale sind das Vorkommen von über 50 Tagfalterarten, insbesondere des sehr seltenen Kreuzenzian-Ameisenbläulings, sowie das Vorkommen gefährdeter Enzian- und Orchideenarten. Durch den „Schmetterlingspfad“, einen Erlebnispfad von 3,5 km Länge, wird das Gebiet touristisch erschlossen.
Das Naturschutzgebiet von 112 ha trägt die Kennung HX-069 und umfasst das FFH-Gebiet Kalkmagerrasen bei Willebadessen DE-4320-303 von 46 ha.

## Schmetterlingspfad

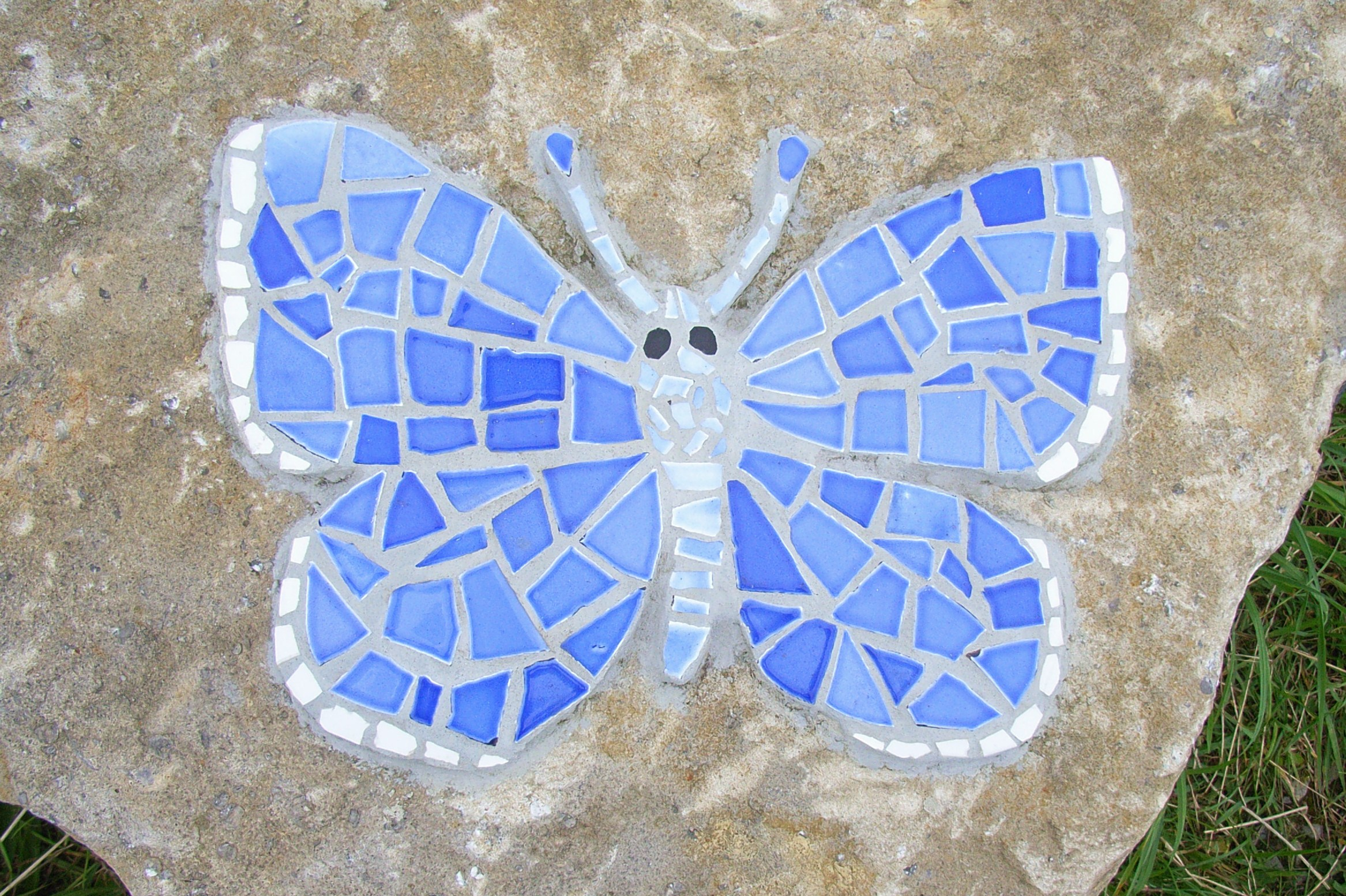
Das Mosaik eines Bläulings als Symbol des Schmetterlingspfades auf den Kalktriften

Längs über die Kalktriften führt der Schmetterlingspfad, der unter dem Motto „Mit dem Flügelschlag des Bläulings“ steht. Dieser Erlebnispfad ist zugleich eine 3,5 km lange Teilstrecke des Hitgenheierweges, eines Rundwanderweges um Willebadessen. Der Charakter des Weges erinnert mit seinen enzianreichen Kalkmagerrasen und seinem weiten, immer offenen Blick ins Nethetal und auf das gegenüberliegende Eggegebirge an eine alpine Hochalm. Entlang des Weges wird den Besuchern auf acht Informationstafeln Wissen über die ökologischen Lebenszusammenhänge zwischen traditioneller Nutzung des Gebietes als Schafsweide, dem Artenreichtum und den Existenzgrundlagen vieler selten vorkommender Falterarten vermittelt. Besondere Liege-Ruhebänke laden an sonnigen Aussichtspunkten zum Entspannen ein. Die Thematik des Schmetterlingspfades wird auch durch einige künstlerische Arbeiten, wie das Mosaik eines Bläulings, aufgegriffen. Eröffnet wurde der Schmetterlingspfad am 10. Juli 2010.

### Anfahrt
Der Schmetterlingspfad beginnt an der Nethe am östlichen Ortsausgang von Willebadessen, dort, wo die K 19 die L 763 (Fölsener Straße) kreuzt. Ein Wanderparkplatz ist vorhanden. Vom Bahnhof Willebadessen sind es gut 2 km bis dorthin. Für Bahnfahrer bietet es sich an, den ganzen Hitgenheierweg zu gehen, weil dieser Rundweg direkt am Bahnhof begonnen und beendet werden kann.

## Namensherkunft
Der Begriff Trift kommt aus dem Mittelhochdeutschen und ist verwandt mit dem hochdeutschen Begriff treiben. Er benennt eine Hute, also ein Gebiet, wo das Vieh gehütet wurde. Die Vorsilbe Kalk benennt das hier anstehende Gestein.

## Geographie
Die Kalktriften von Willebadessen liegen nordöstlich der Stadt, naturräumlich im Oberwälder Land. Die Nethe fließt von ihrer Quelle in Neuenheerse bis nach Willebadessen östlich entlang des Eggegebirges in südsüdöstliche Richtung und knickt auf der Höhe von Willebadessen ganz nach Osten ab. Die Weiden liegen auf den steilen, östlichen Hängen des Nethetales, gegenüber dem Eggegebirge. Südlich reichen sie bis dahin, wo die Nehte nach Osten abknickt. Sie sind überwiegend westsüdwestlich ausgerichtet.
Am südlichen Ende führt ein markanter, steiler Bergrücken, der im Profil eine umgekehrte V-Form hat, hinunter in das Nethetal. Hier erreichen die Triften ihre maximale Trockenheit. Der Charakter dieses Grates ist mit seiner Steilheit, Steinigkeit, Trockenheit und Sonnenexposition beinahe mediterran. Der Schmetterlingspfad beginnt hier an der Nethe und führt auf dem Rücken dieses Grates hinauf in die Triften.

## Geologie

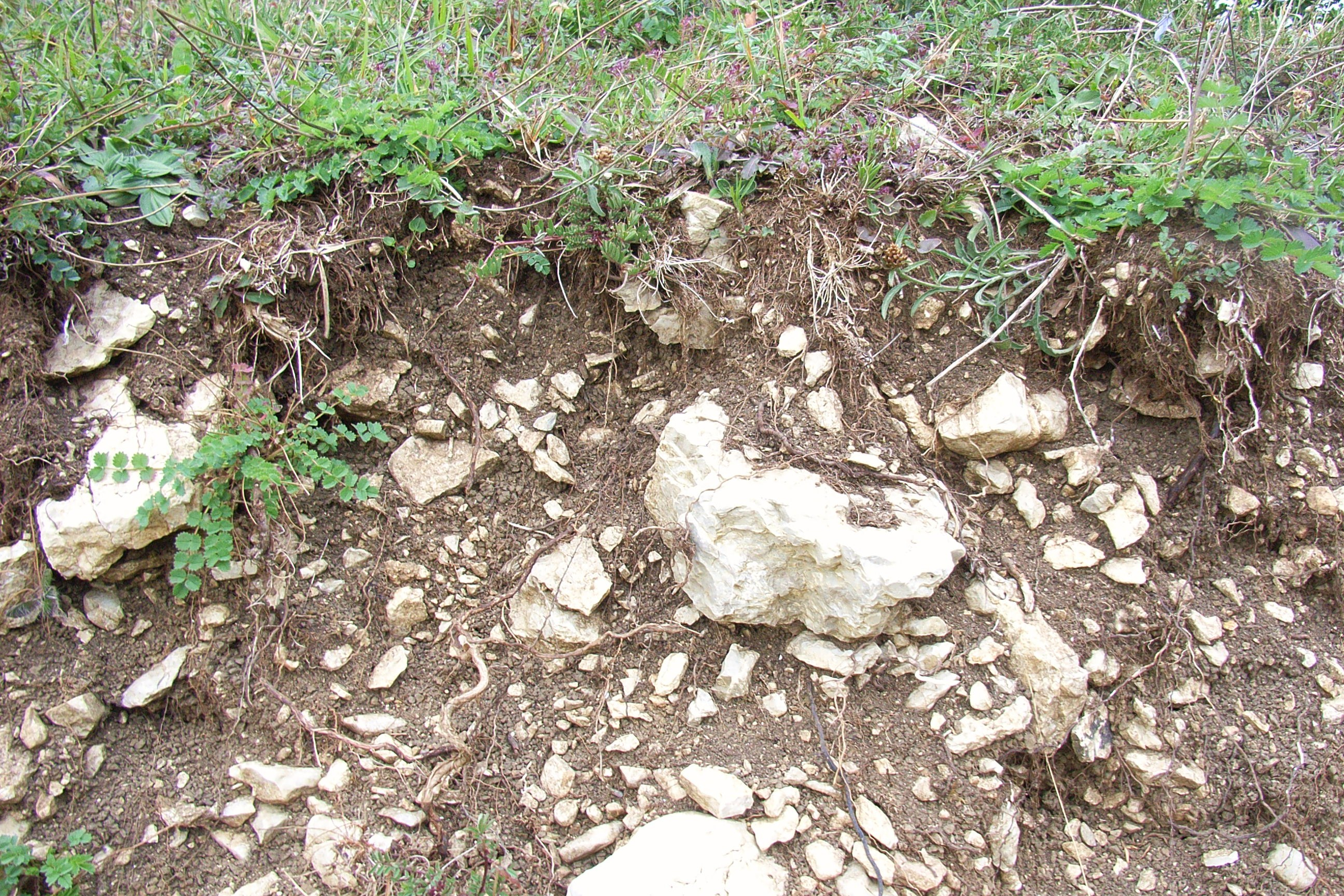
Steinige Rendzina am Wanderweg

### Gestein
Das Nethetal durchschneidet die Brakeler Muschelkalkschwelle. Dementsprechend steht auf den Kalktriften von Willebadessen Muschelkalk als Gestein an.

### Wasser
Das karstige, wasserdurchlässige Gestein bedingt in Kombination mit der Südwestausrichtung des Geländes und seiner Steilheit seine besondere Trockenheit.

### Boden
Die ursprünglich bewaldeten Steilhänge sind mit nährstoffreichen, humosen, aber steinigen Rendzinen bedeckt. Ihre Flachgründigkeit wurde im Laufe der Zeit durch Entwaldung, Beweidung, den Tritt der Tiere und der damit verbundenen Bodenerosion verstärkt.

## Geschichte
Wegen ihrer Steilheit, Steinigkeit und Trockenheit waren diese Hänge der Nethe nie geeignet für den Feldbau oder für Mähwiesen. Deshalb wurden sie von den Bewohnern Willebadessens als Weiden für Schafe und Ziegen genutzt. Ursprünglich bewaldet entwickelten sie sich mit der Zeit zu Hutweiden. Im Gegensatz zu Schafen werden Gehölze durch Ziegen wesentlich stärker verbissen. Nach Aussagen Willebadesser Bürger dienten die Hänge noch bis in die späten 1950er Jahre als Schaf- und Ziegenweide und waren so dürftig mit Gebüsch bewachsen, dass man jede weiße Ziege schon von weitem sehen konnte. Seither fielen diese Weiden brach, verbuschten oder wurden aufgeforstet. Diese Veränderungen hielten bis 2000 an. Die freien Flächen wurden kleiner, vergrasten, Hecken breiteten sich aus und die Wege wuchsen zu. Das Gebiet war kaum noch begehbar.
Seit dem Jahr 2000 wurden mit Hilfe der Nordrhein-Westfalen-Stiftung Naturschutz, Heimat- und Kulturpflege insgesamt 45 ha angekauft. Die restlichen Flächen befinden sich im Eigentum der Stadt Willebadessen und wurden von dieser zur Verfügung gestellt. Die Flächen werden seitdem nach und nach entbuscht und die freigestellten Flächen der Kalktriften wieder mit Schafen beweidet. Finanziell unterstützt wurde die Entbuschung von EU, Bezirksregierung Detmold und dem Kreis Höxter sowie als Ausgleichsmaßnahme für den Bau der Eggequerung der ICE-Trasse Paderborn–Kassel durch die Deutsche Bahn.

## Ökologie

### Kulturbedingter Magerrasen durch Erosion, Nährstoffverlagerung und Verbissselektion
Das Gebiet ist ein Magerrasen, genauer ein Halbtrockenrasen. Völlig mager fällt der Ertrag der Wiesen nicht aus. Den ursprünglich nährstoffreichen Rendzinen und hohen Niederschlagsmengen am Eggegebirge steht die Karstigkeit des Gebietes gegenüber, die zusammen mit seiner Südwestausrichtung der Hanglage bei Trockenperioden schnell zu einer Verdorrung der Weiden führt. Doch es ist vor allem auch die Steilheit der ursprünglich bewaldeten Hänge, die die Nutzung als Hute begründet hat. Die flacheren Bereiche in Kammlage über dem Nethetal werden dagegen als Getreidefelder genutzt. Erst diese Beweidung mit Schafen und Ziegen, der Tritt und selektive Verbiss der Tiere führten mit der Zeit zur typischen Fauna und Flora, die einen Halbtrockenrasen auszeichnen.
Entwaldung und das Aufbrechen der Grasnarbe durch Viehtreppen führten an den steilen Hängen zu einer verstärkten Erosion des Bodens. Dieser wurde flachgründiger. Damit ließ auch seine Fähigkeit weiter nach, Feuchtigkeit zu speichern. Gelegentliche Trockenperioden bekamen gravierendere Folgen. Allgemein war es zudem üblich, die gehüteten Tiere des Nachts zum Abkoten auf zu düngenden Feldern einzupferchen. So wurden auf den extensiv genutzten Weideflächen gezielt Nährstoffe gewonnen und auf die intensiv genutzten Felder verlagert. Aber erst in Kombination mit dem selektiven Verbiss durch die Weidetiere, die unter anderem die bitteren Enziane und die stacheligen Disteln stehen lassen, entstand der blumenreiche Magerrasen, der für die Schmetterlinge ein bevorzugtes Biotop darstellt.  So entstand durch kulturellen Einfluss ein Biotop, welches seltenen Tieren und Pflanzen ein Refugium gewährt, die an anderen Standorten durch die Intensivierung der Landwirtschaft und sonstige kulturelle Einflüsse ihren Lebensraum eingebüßt haben.

## Schutzziele
Im Rahmen der Natura 2000 wurden die folgenden Schutzziele definiert:
1. Erhaltung und Entwicklung typisch ausgebildeter orchideenreicher, kurzrasiger, lückiger bis geschlossener Kalkhalbtrockenrasen im Verbund mit thermophilen Säumen und Gebüschen und Magerweiden[13]
2. Erhaltungs- und Förderung von Magergrünland[13]
3. Sicherung und Entwicklung von Heckenstrukturen, Gestaltung von Gebüsch- und Heckenstreifen als naturnahe Waldrandbiotope[13]

Dazu werden die folgenden Maßnahmen vorgeschlagen:
- Vernetzung der isoliert liegenden Teilflächen möglichst durch Schafhute[13]
- ggf. Entfernung von Verbuschung und Untersagung von Aufforstungen[13]
- Vermeidung von Trittschäden, ggf. Lenkung von Freizeitaktivitäten[13]
- Beibehaltung/Einführung einer extensiven Beweidung ohne Düngung[13]
- Vermeidung eutrophierender Einflüsse, ggf. Einrichtung von Pufferzonen[13]

Im wissenschaftlichen Hintergrund stehen spezielle Ziele zum Erhalt von Schmetterlingsbiotopen, die 1997 durch Lechner so zusammengefasst wurden:
- Zonierung mit einer unteren und oberen Gebüschkante
- Kleinzonierung mit Übergängen von geröllreichen, vegetationsarmen Flächen über Leguminosenpolster zu höher werdenden Gräsern und Stauden
- Erhaltung besonderer Kleinlebensräume, z. B. Steinhaufen, kleine Felsabbrüche, Einzelbäume, Gebüsch mit Sonnen- und Schattenbereichen
- Erhaltung der besonderen Klimabedingungen durch Verhinderung eines Kaltluftstaus, durch Verhinderung einer dicken Schicht aus wärmedämmenden Pflanzen, durch Schaffung verschieden temperierter Flächen und von Heckenreihen oder -gruppen quer zur Hauptwindrichtung
- Größere Bestände der Raupenfutterpflanzen, größere Bestände der Nektarpflanzen
- Erhaltung von Verpuppungsplätzen; Herstellung der günstigsten Gehölzverteilung (etwa 10 % bis 15 % der Fläche, Bedeutung als Futterpflanzen und als Schattenspender)
- Erhaltung bzw. Schaffung eines Necktatpflanzenangebots im Umland (z. B. Distelbestände in Feldrainen und Wegrändern; blütenpflanzenreiche, herbizidfreie Randstreifen in Äckern)

## Biologie
Unter anderem im Rahmen der Natura 2000 wurden bedeutende Arten der Fauna und Flora erhoben.
(Die Miniaturbilder, die die einzelnen wertbestimmenden Arten repräsentieren, wurden an anderen Orten aufgenommen.)

### Pflanzen

Pflanzen
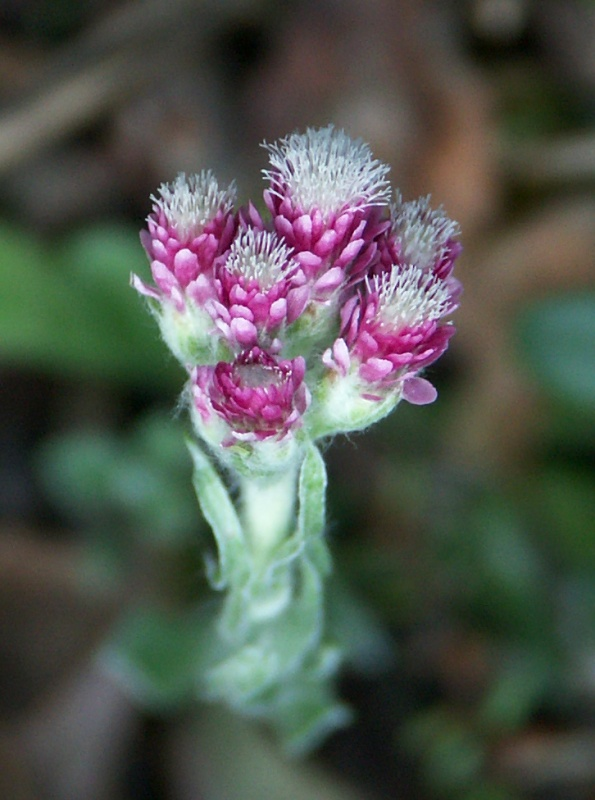
Gewöhnliches Katzenpfötchen (Antennaria dioica)
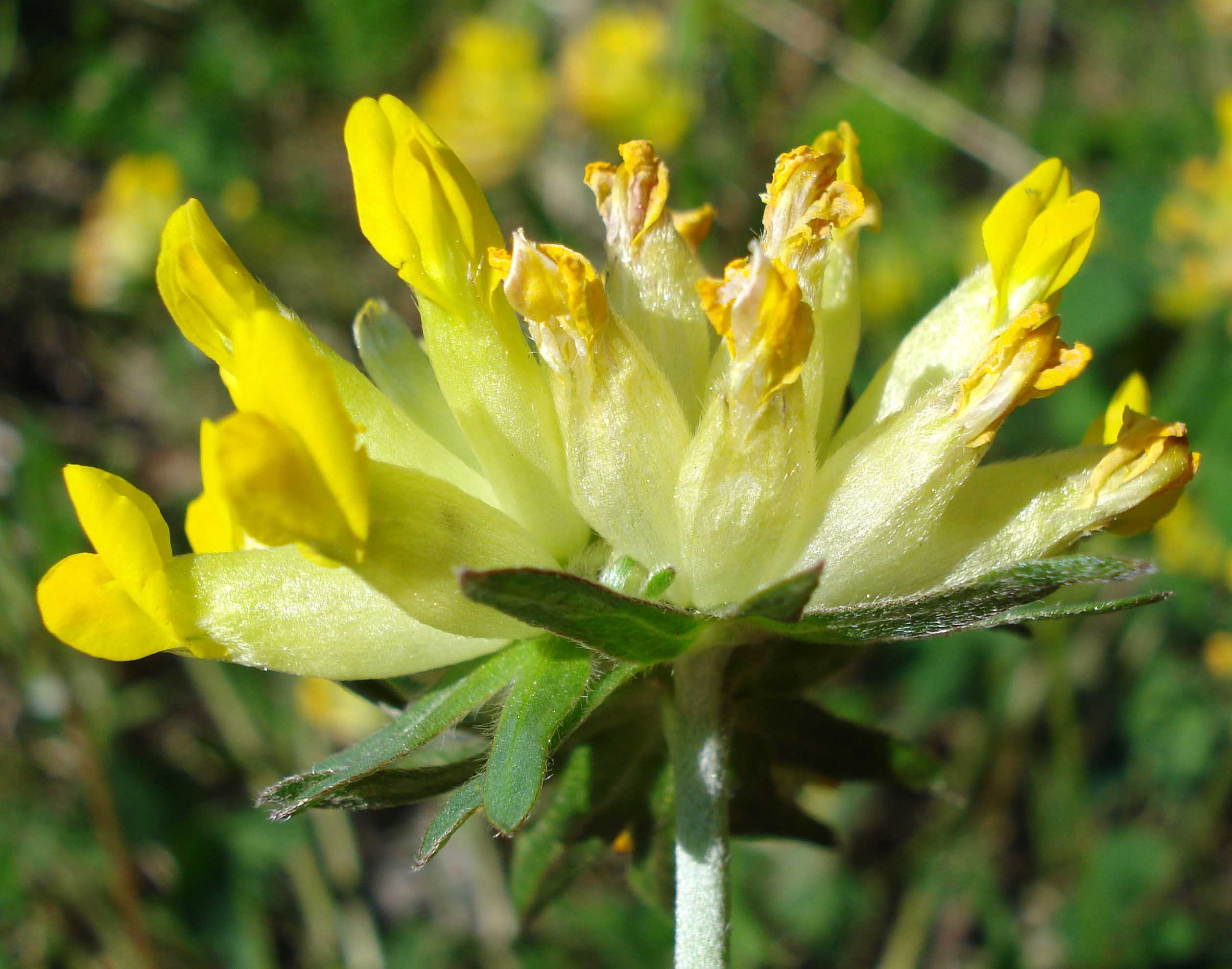
Echter Wundklee (Anthyllis vulneraria)
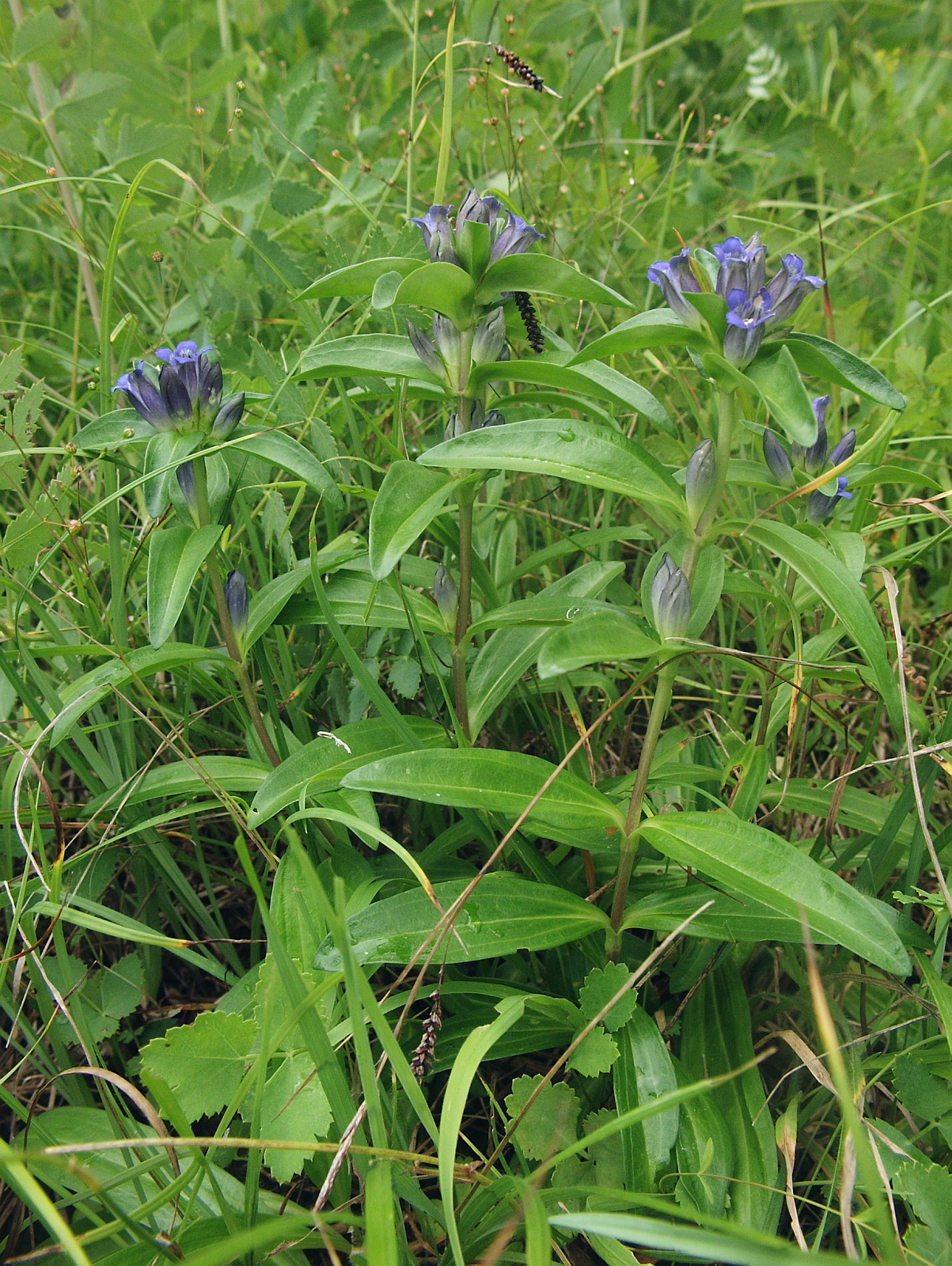
Kreuz-Enzian (Gentiana cruciata)
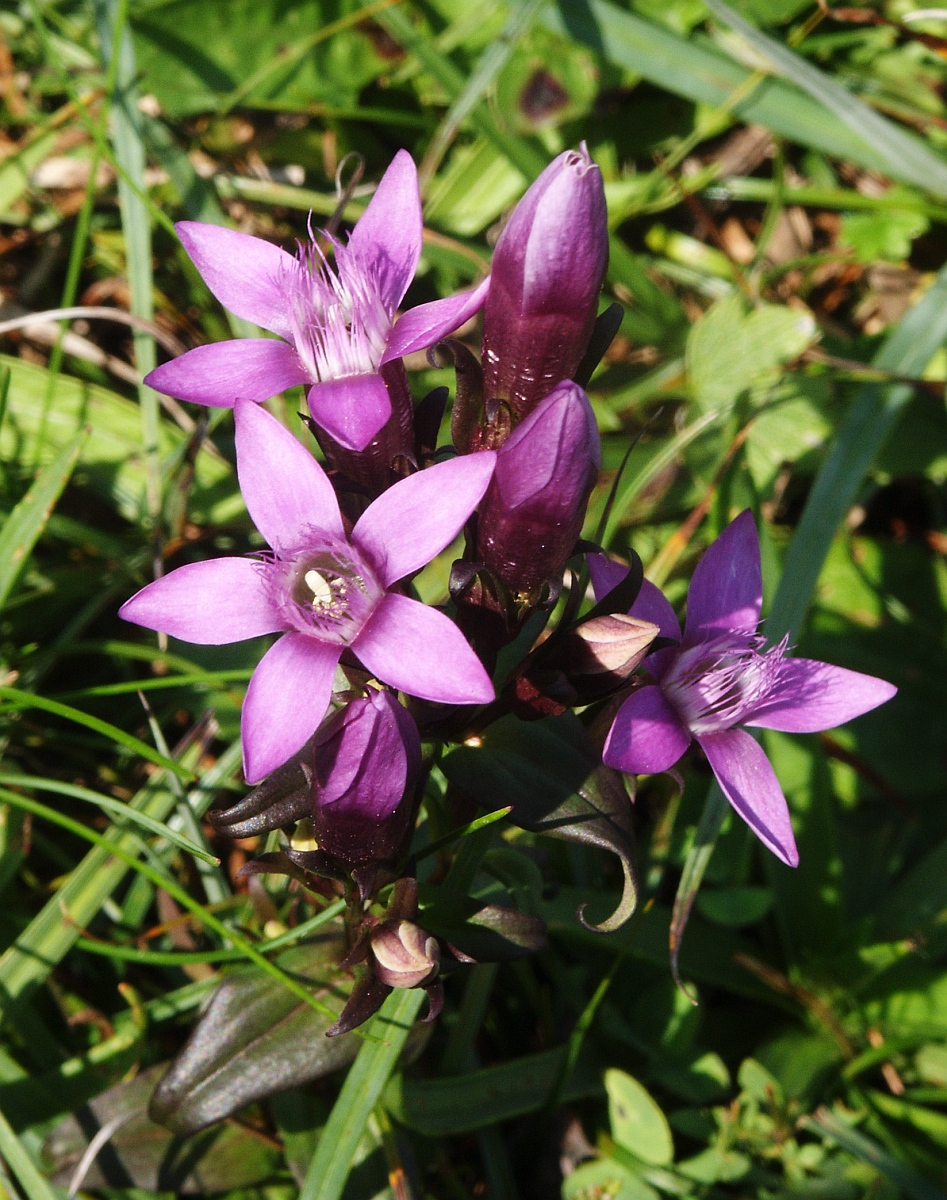
Deutscher Fransenenzian (Gentianella germanica)
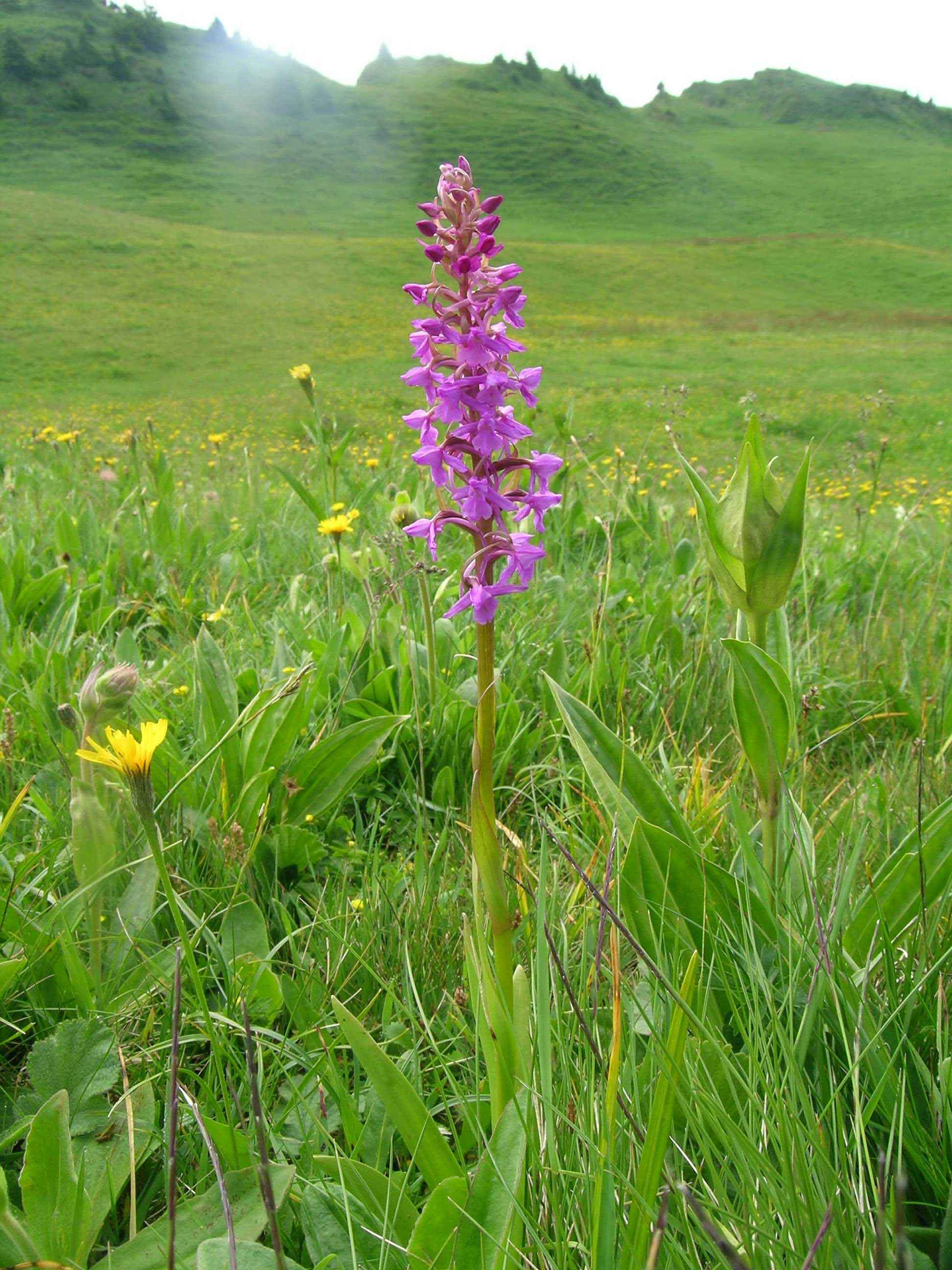
Mücken-Händelwurz (Gymnadenia conopsea)
Großes Zweiblatt (Listera ovata)[14]
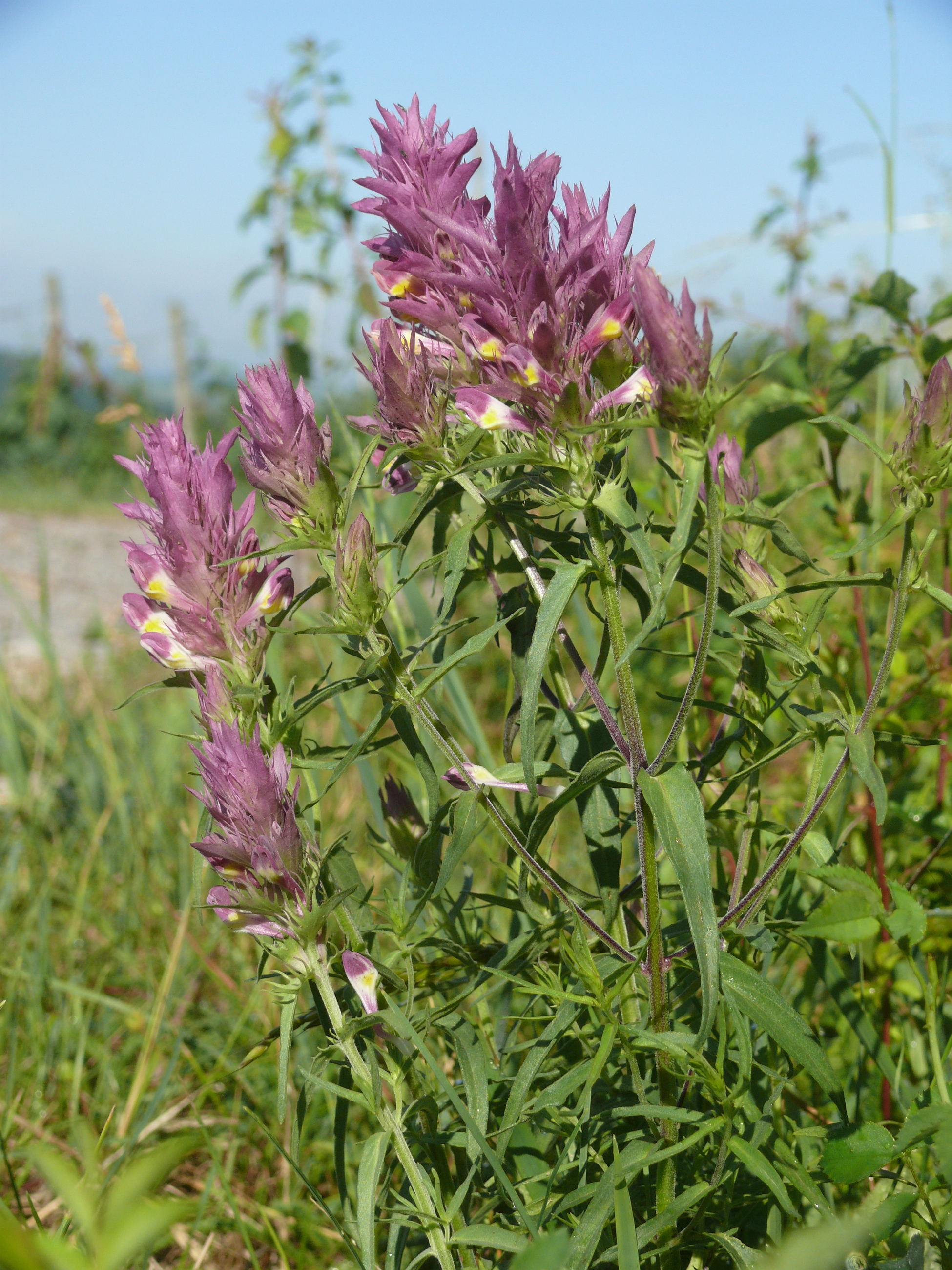
Acker-Wachtelweizen (Melampyrum arvense)
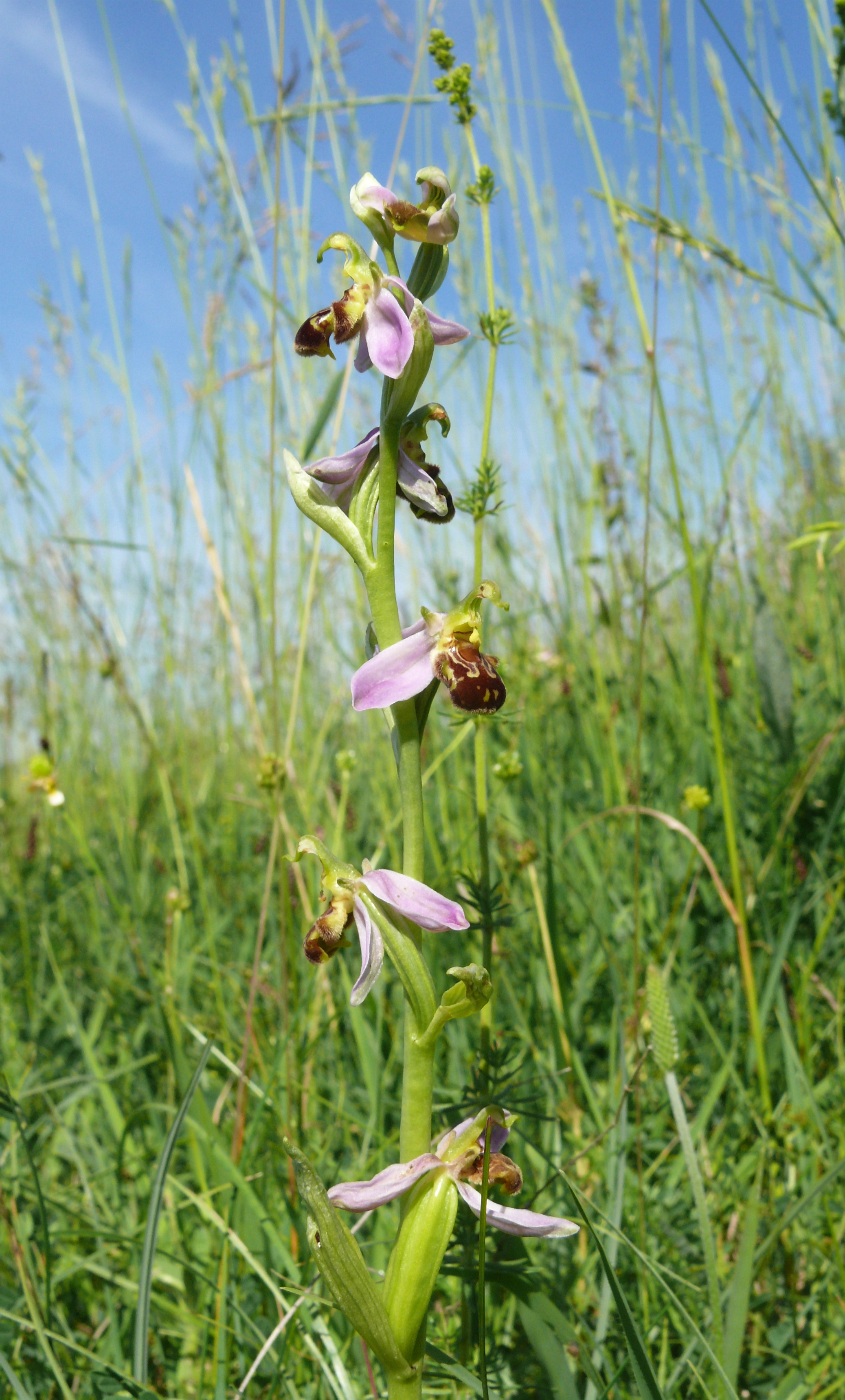
Bienen-Ragwurz (Ophrys apifera)
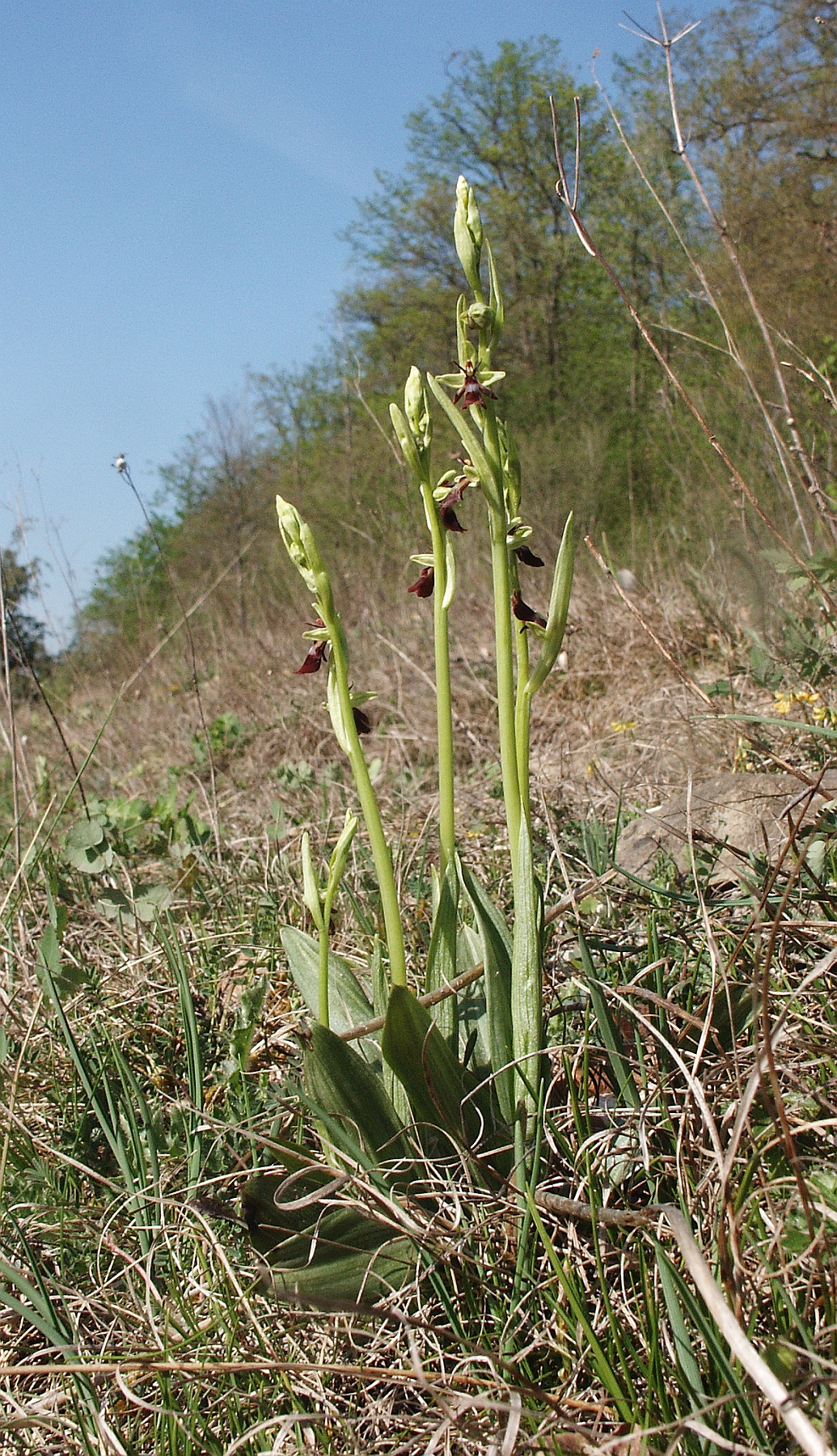
Fliegen-Ragwurz (Ophrys insectifera)
Männliches Knabenkraut (Orchis mascula)[14]
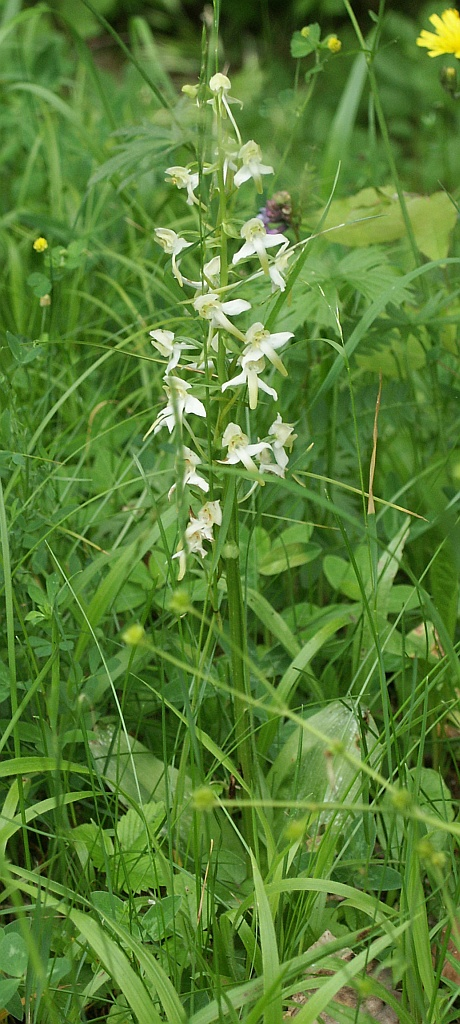
Grünliche Waldhyazinthe (Platanthera chlorantha)
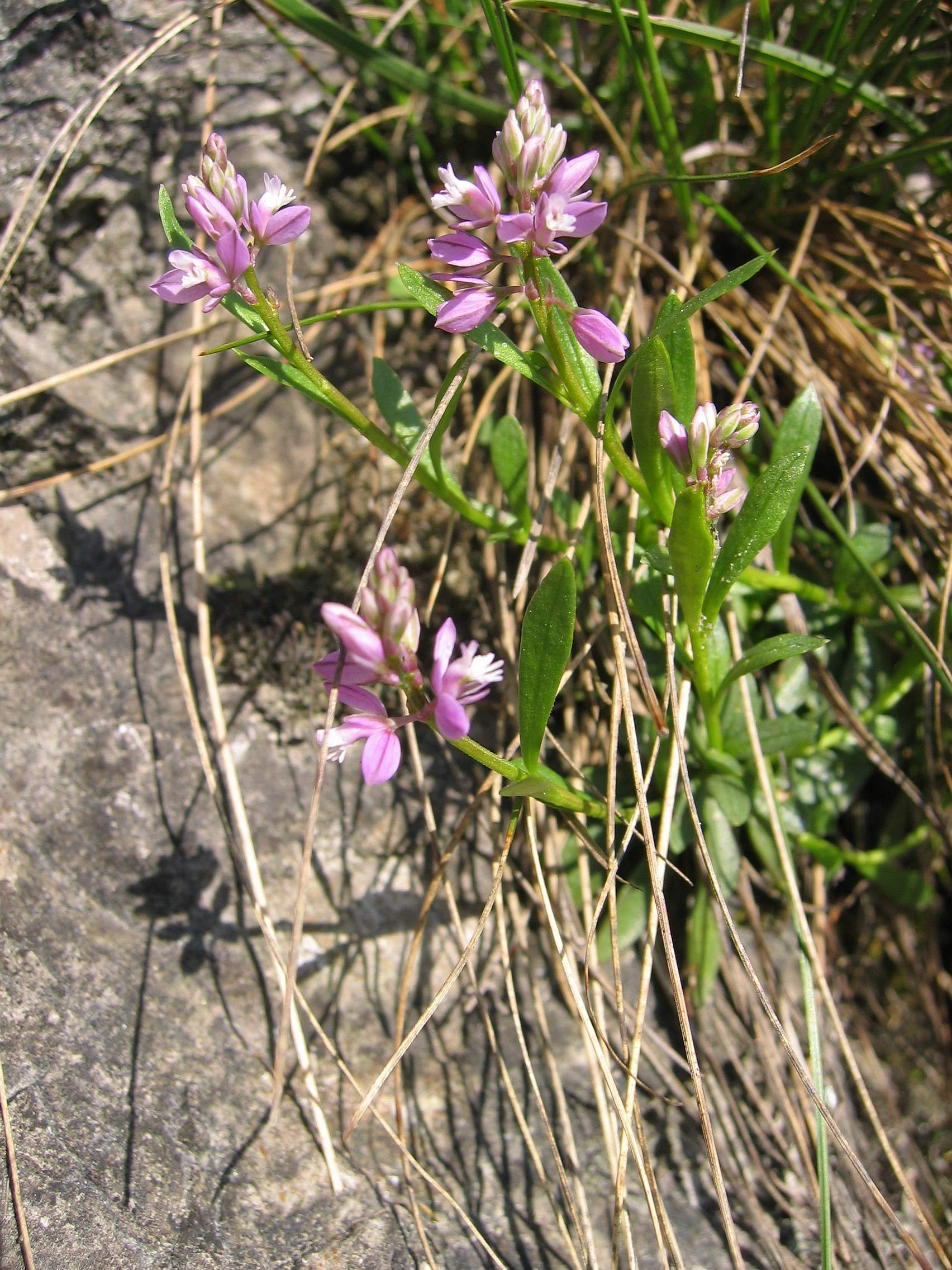
Bittere Kreuzblume (Polygala amara)
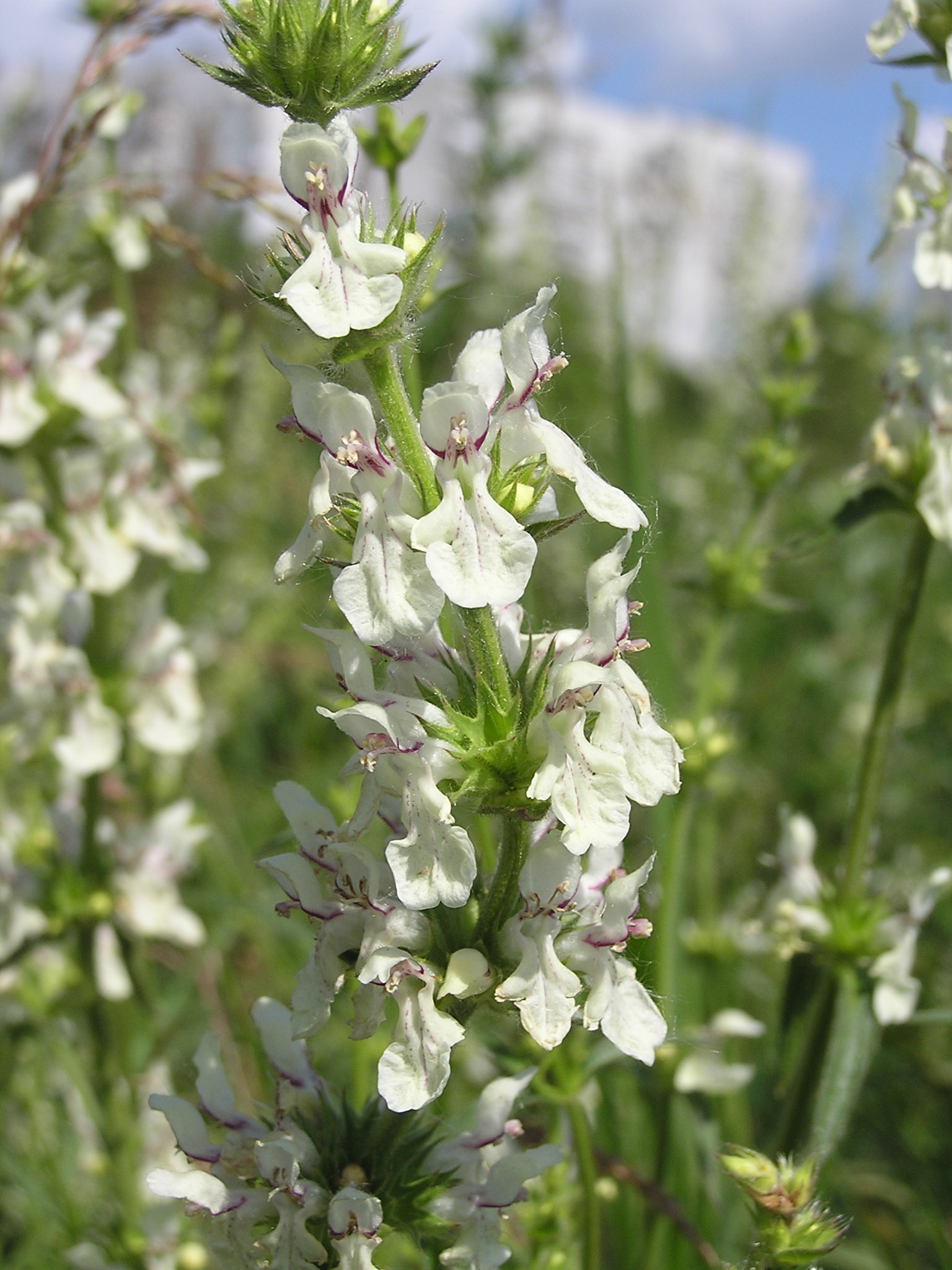
Aufrechter Ziest (Stachys recta)
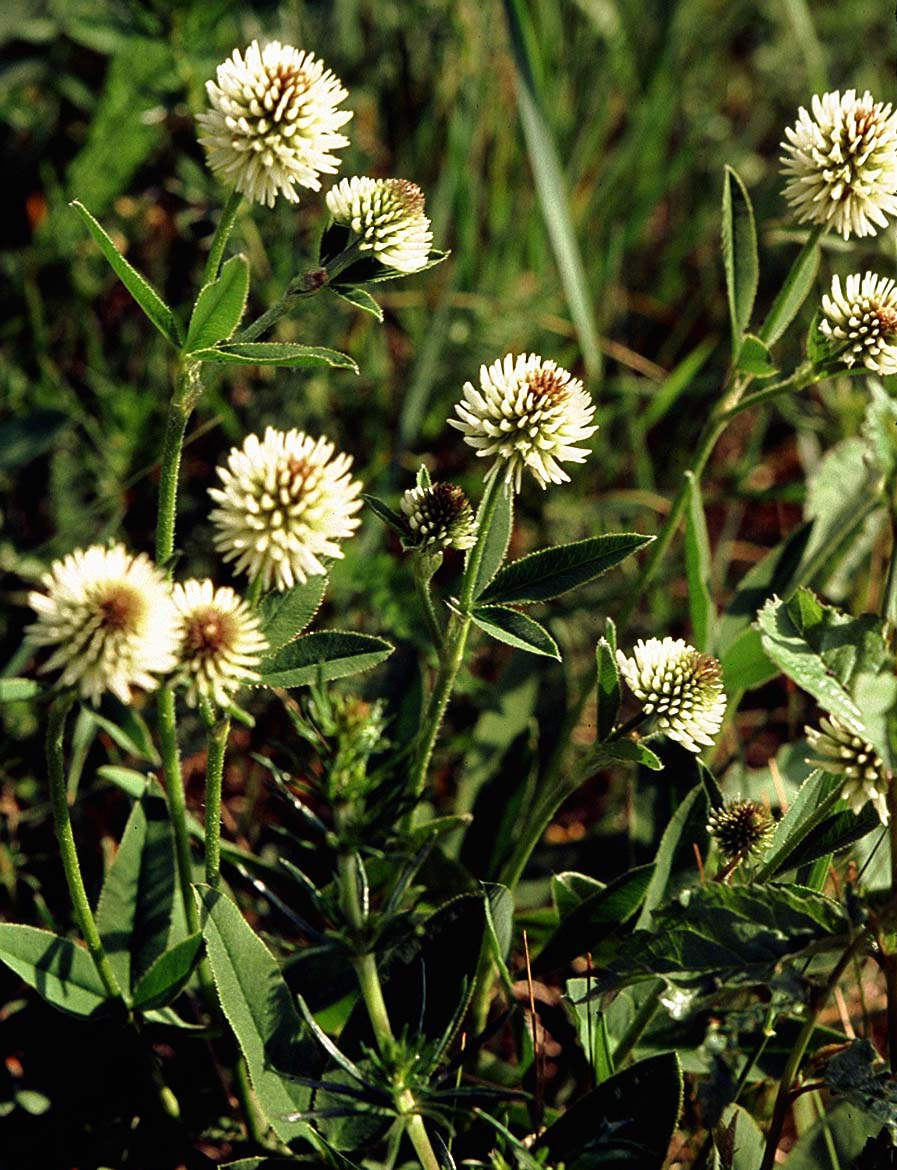
Berg-Klee (Trifolium montanum)

### Tiere

Schmetterlinge
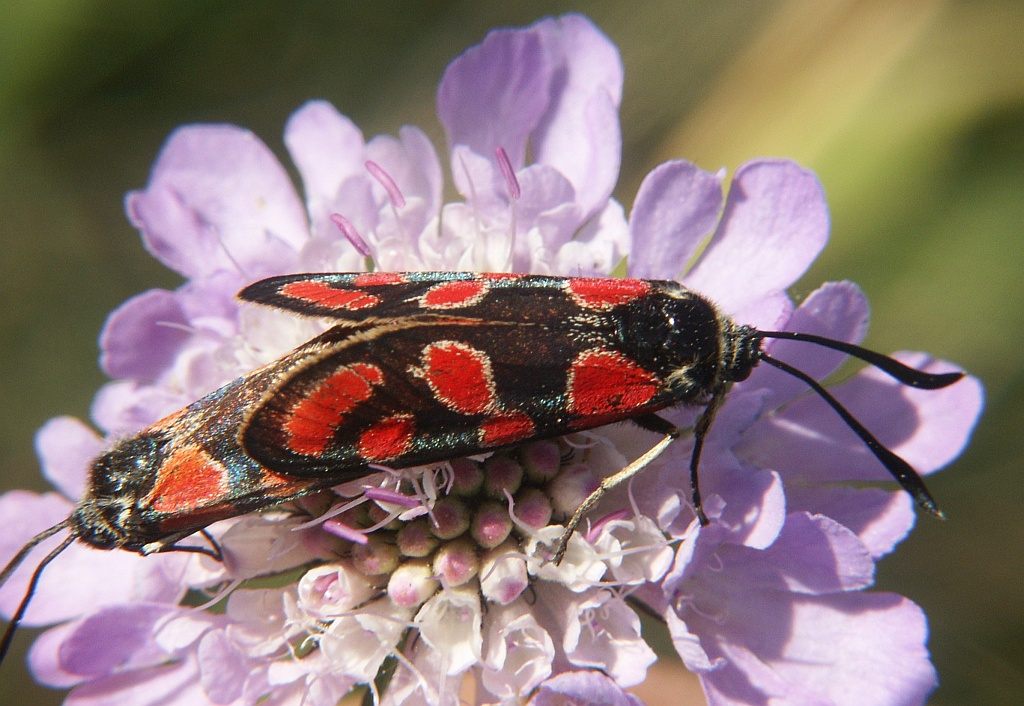
Esparsetten-Widderchen oder Krainer Widderchen (Zygaena carniolica) alias (Agrumenia carniolica)
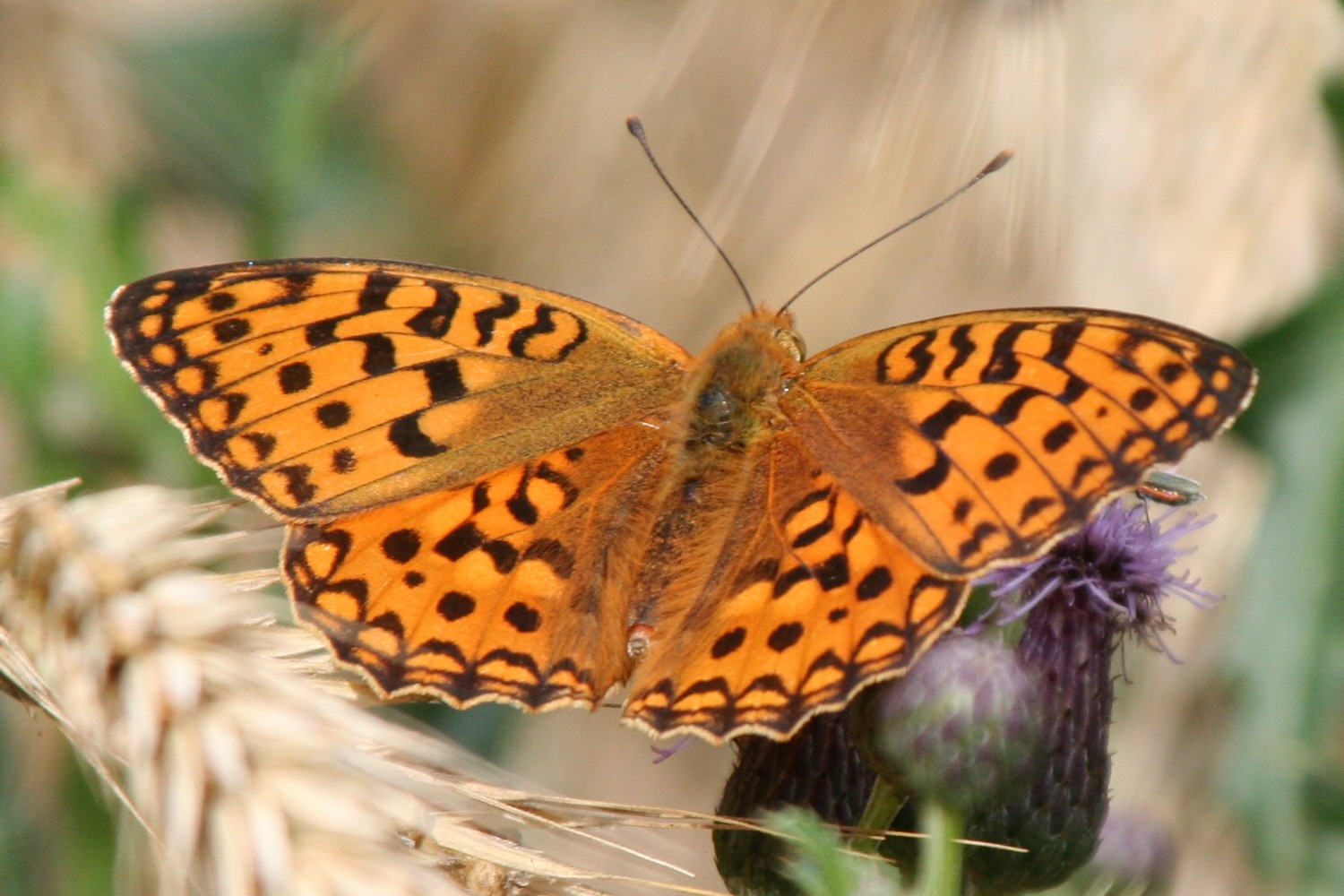
Feuriger Perlmuttfalter (Argynnis adippe)
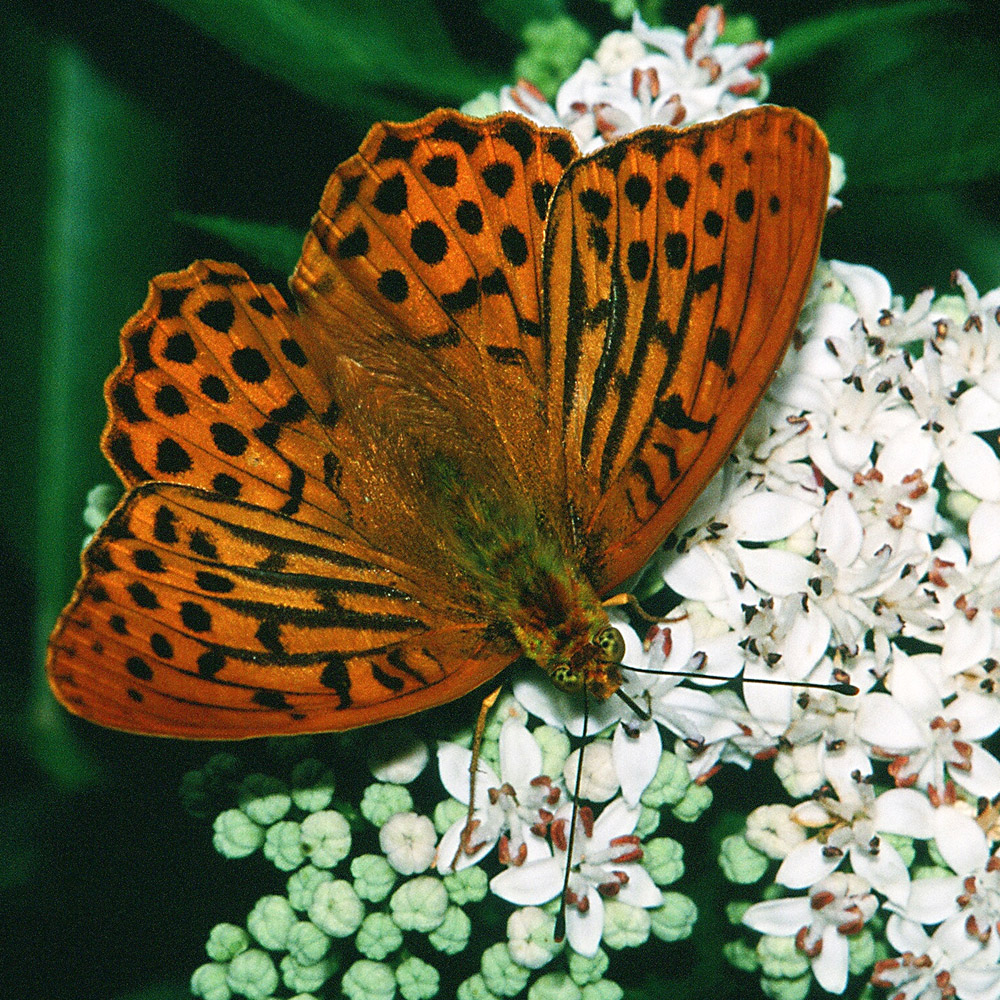
Kaisermantel (Argynnis paphia)
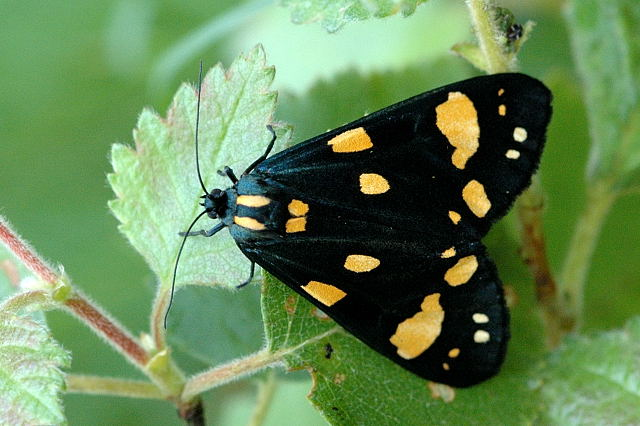
Schönbär (Callimorpha dominula)
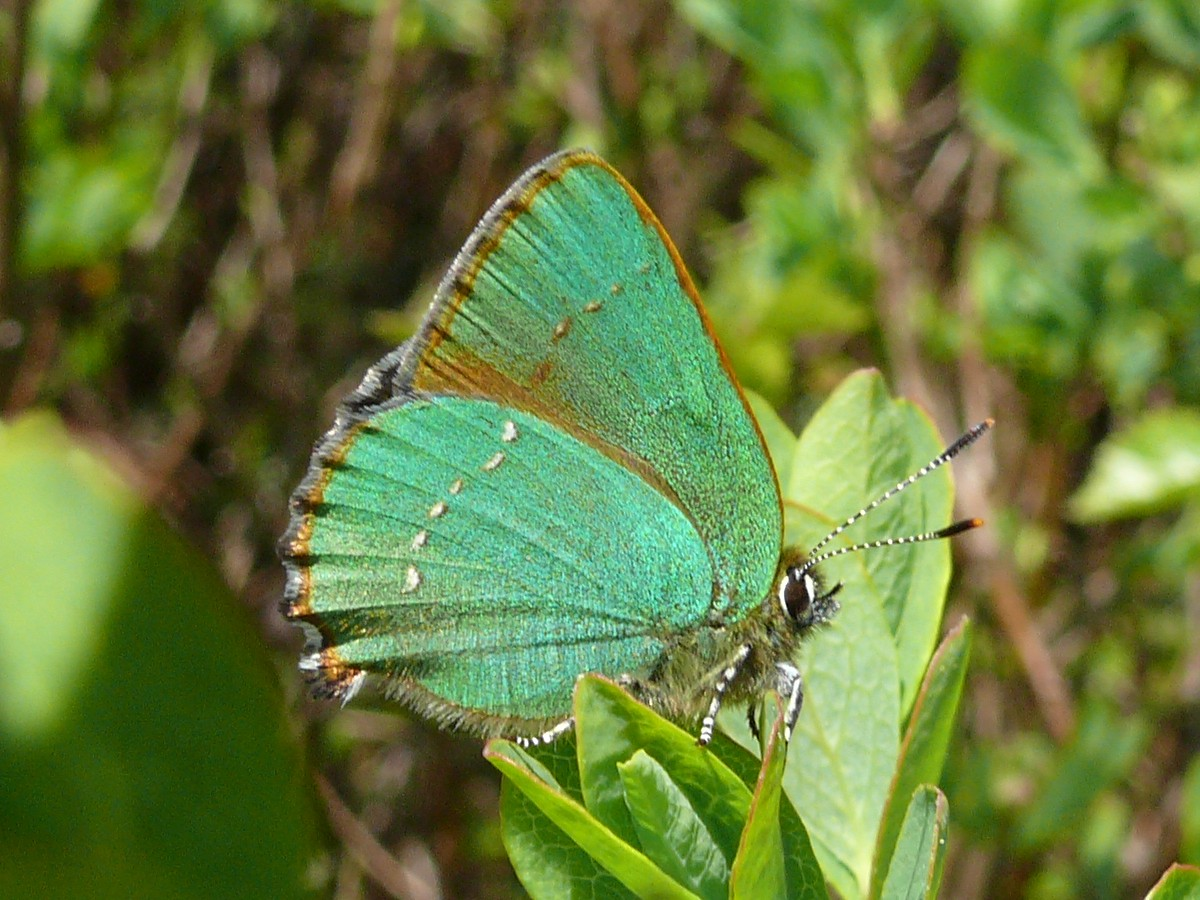
Grüne Zipfelfalter (Callophrys rubi)
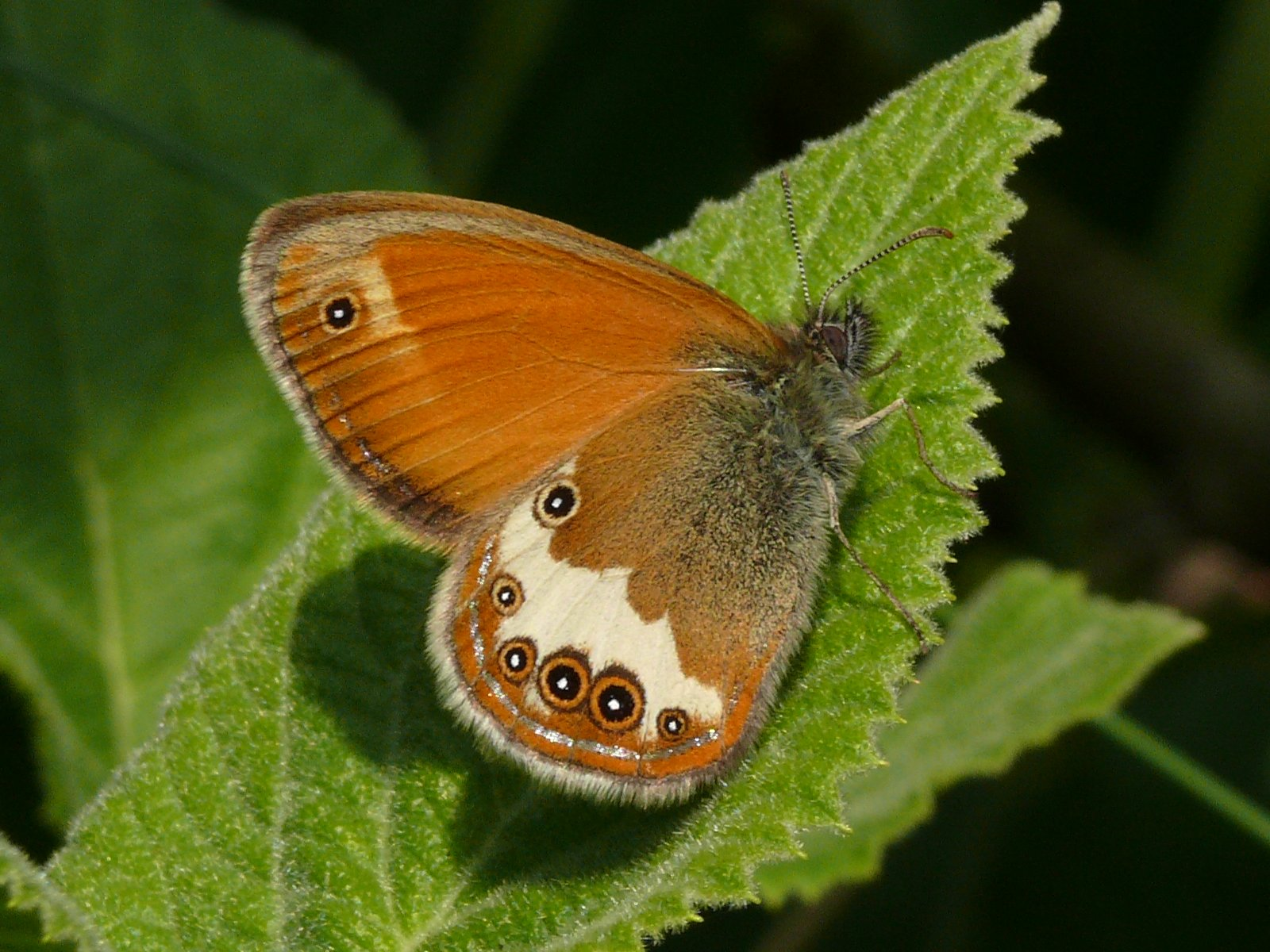
Weißbindige Wiesenvögelchen oder Perlgrasfalter (Coenonympha arcania)
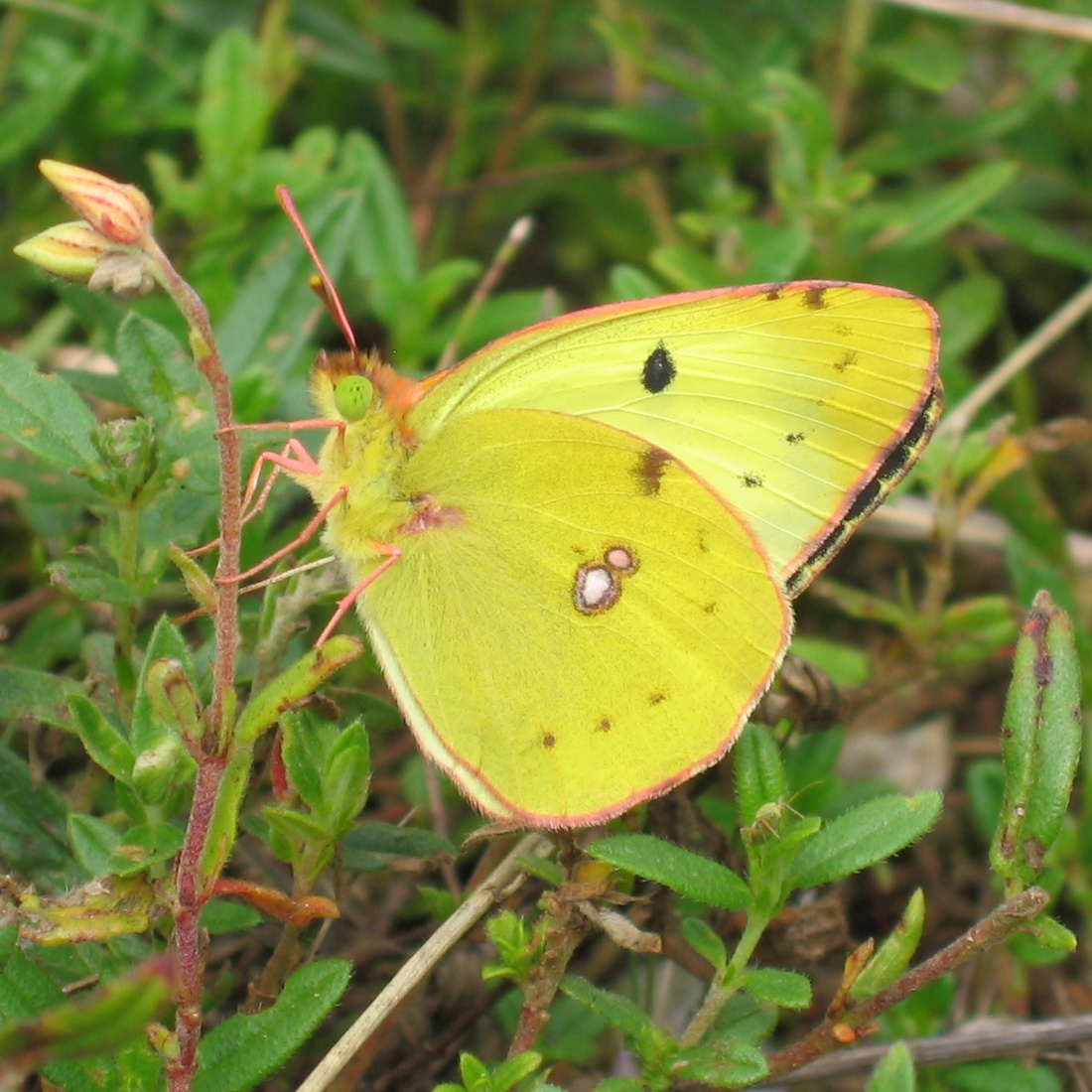
Hufeisenklee-Gelbling oder Südliche Heufalter (Colias alfacariensis)
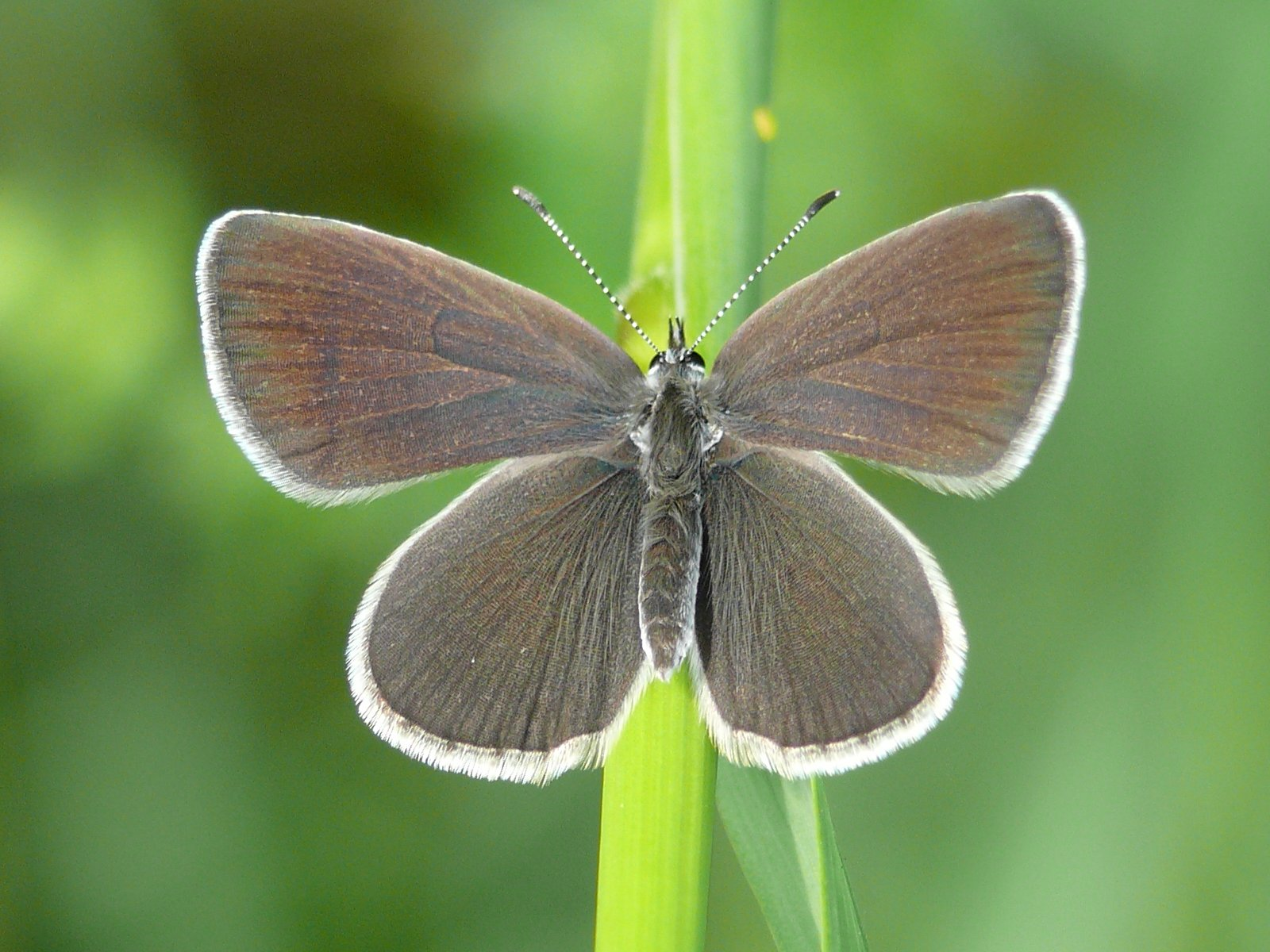
Zwerg-Bläuling (Cupido minimus)
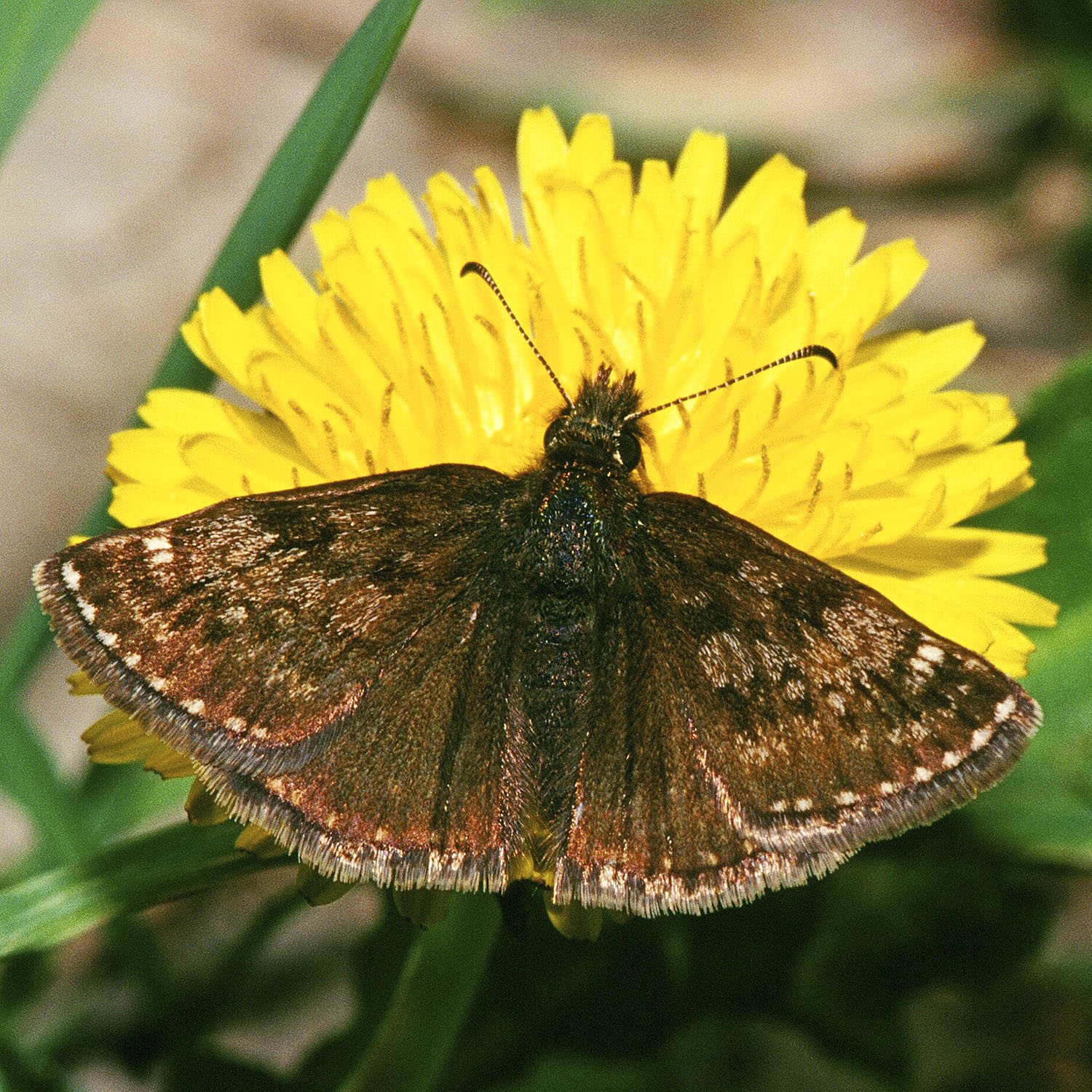
Kronwicken-Dickkopffalter (Erynnis tages)
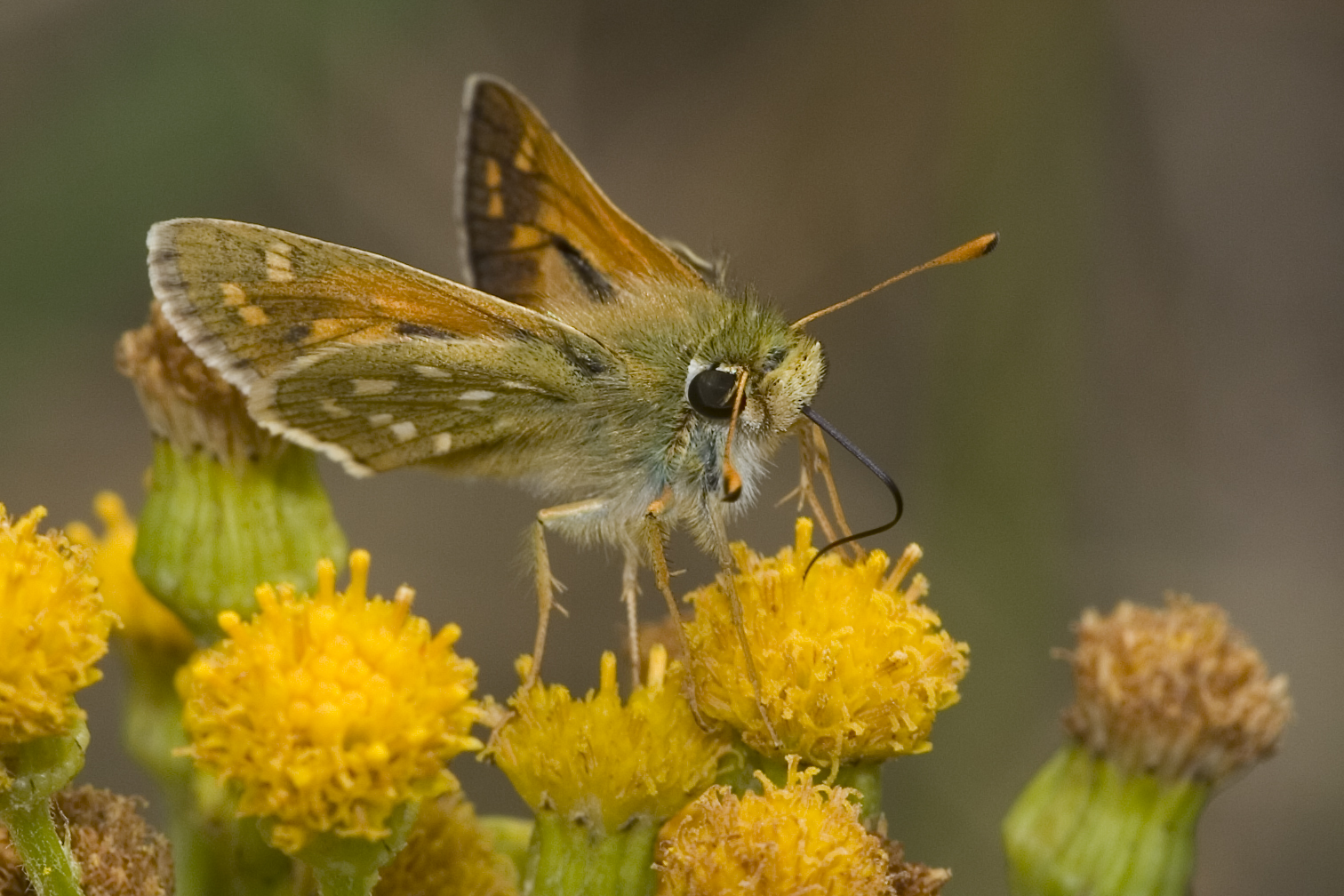
Komma-Dickkopffalter (Hesperia comma)
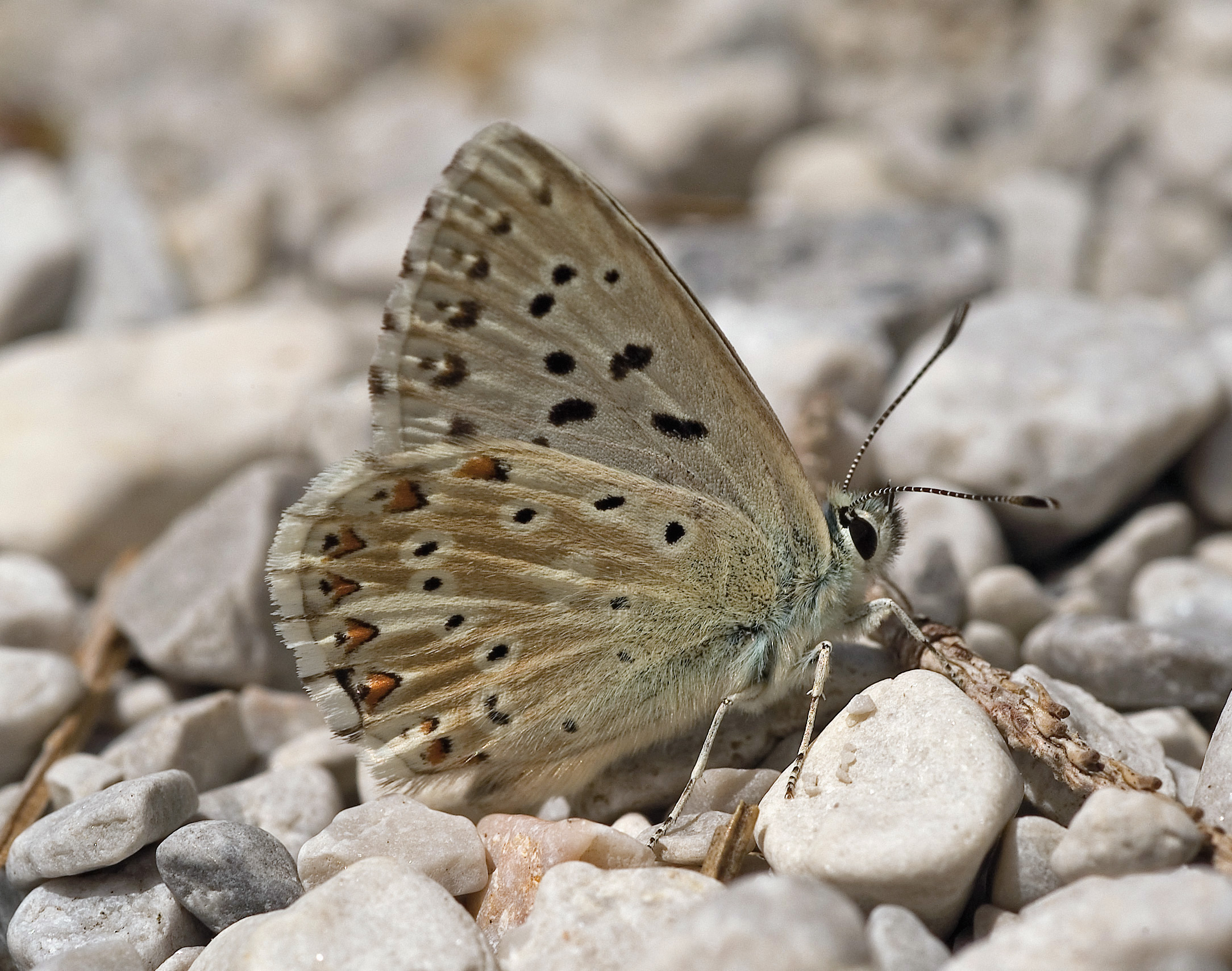
Silbergrüne Bläuling (Polyommatus coridon) alias (Lysandra coridon)
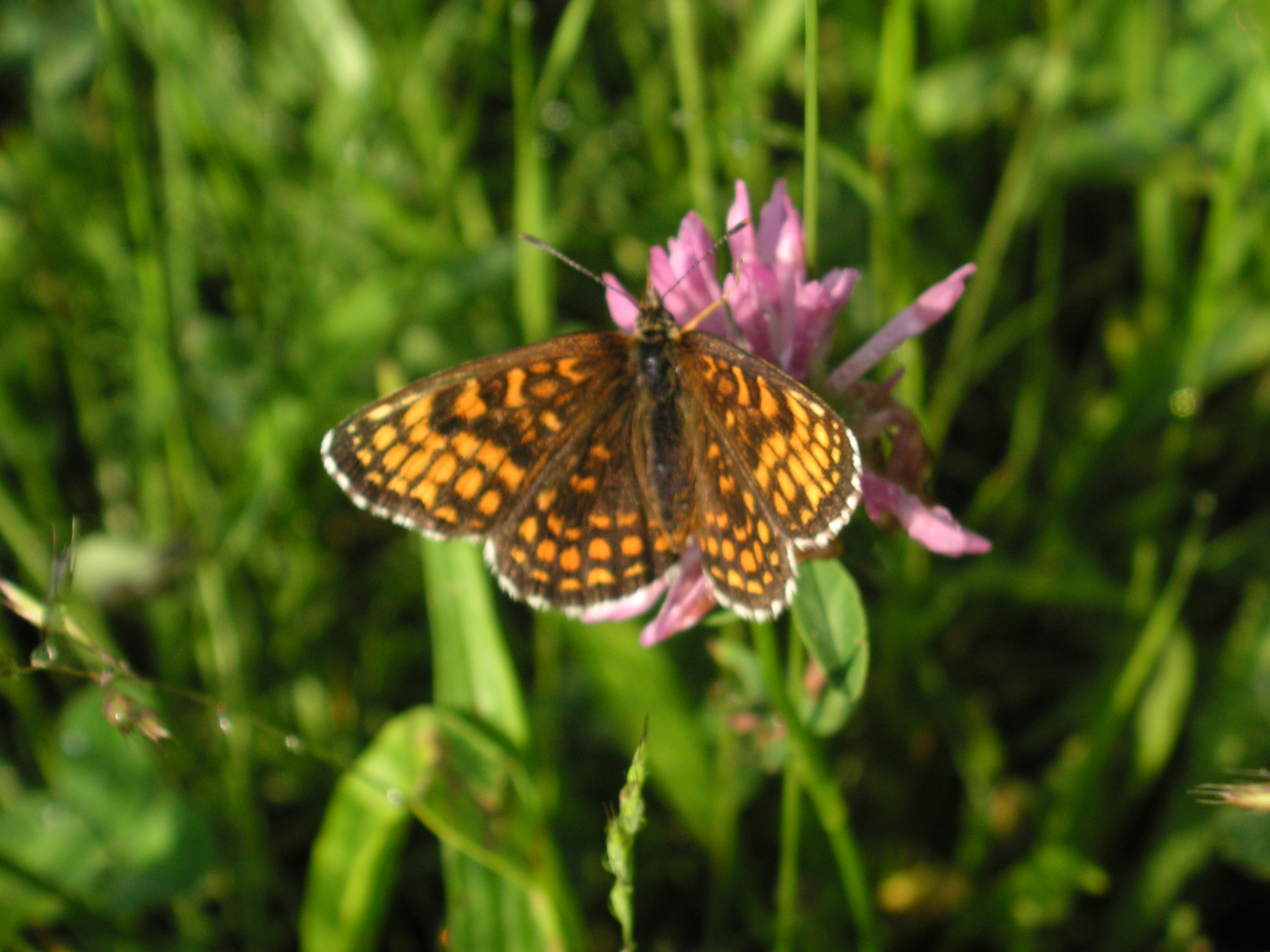
Vermutlich Ehrenpreis-Scheckenfalter (Melitaea aurelia)
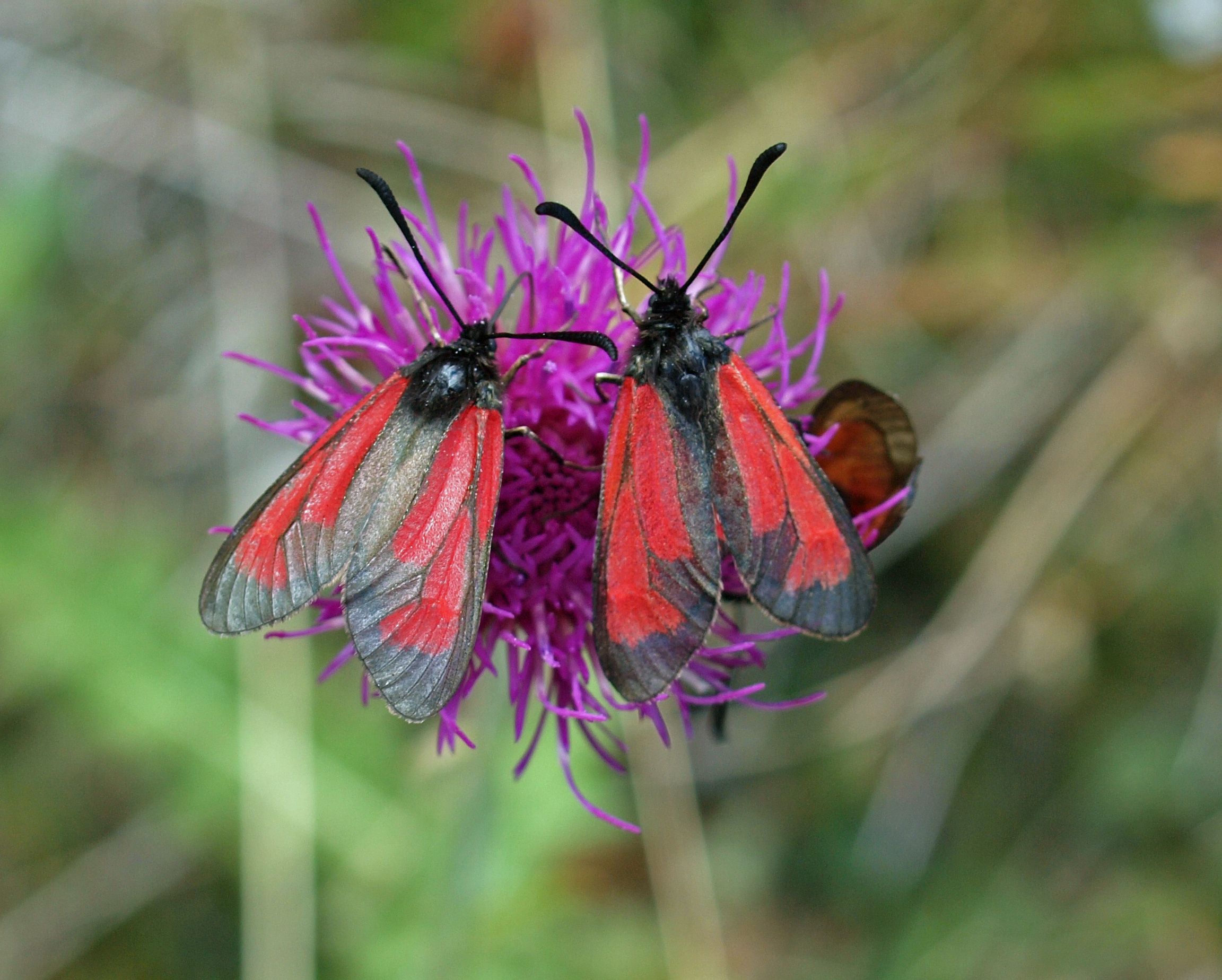
Thymianwidderchen (Zygaena purpuralis) alias (Mesembrynus purpuralis)
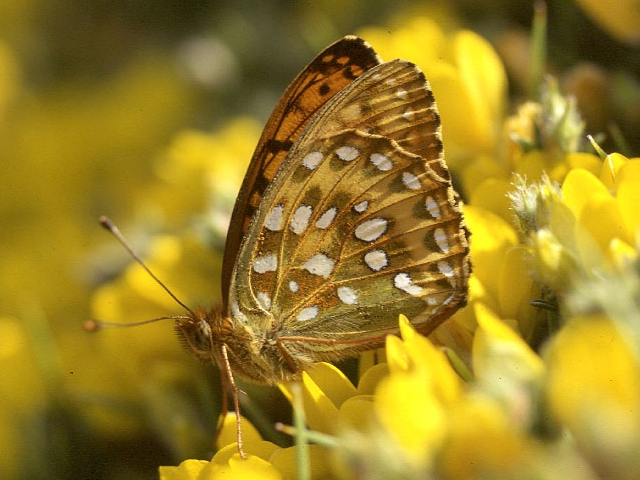
Großer Perlmuttfalter (Argynnis aglaja) alias (Mesoacidalia aglaja)
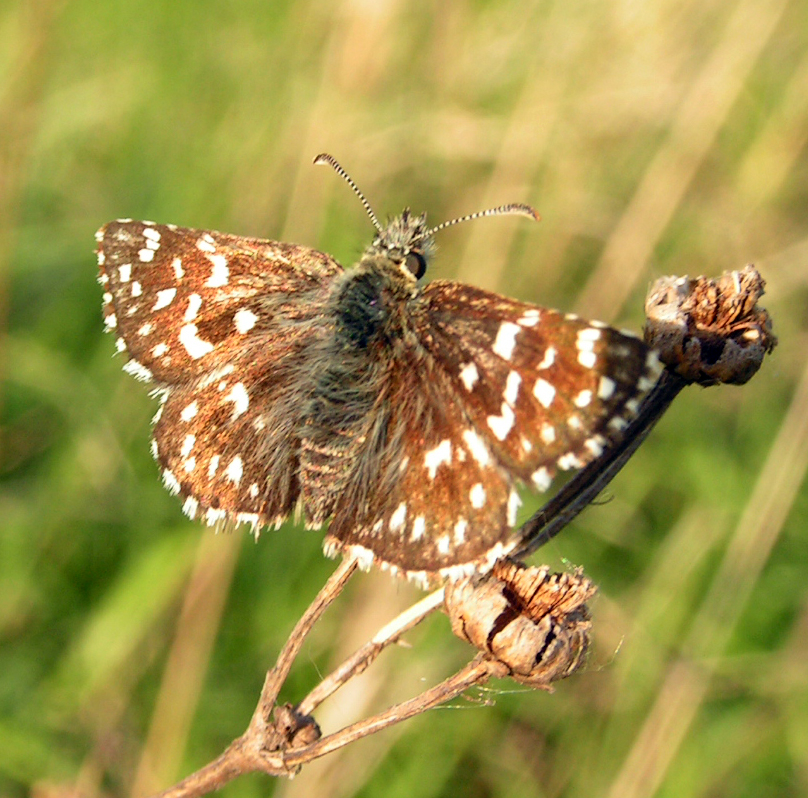
Kleine Würfel-Dickkopffalter oder Malven-Würfelfleck (Pyrgus malvae)
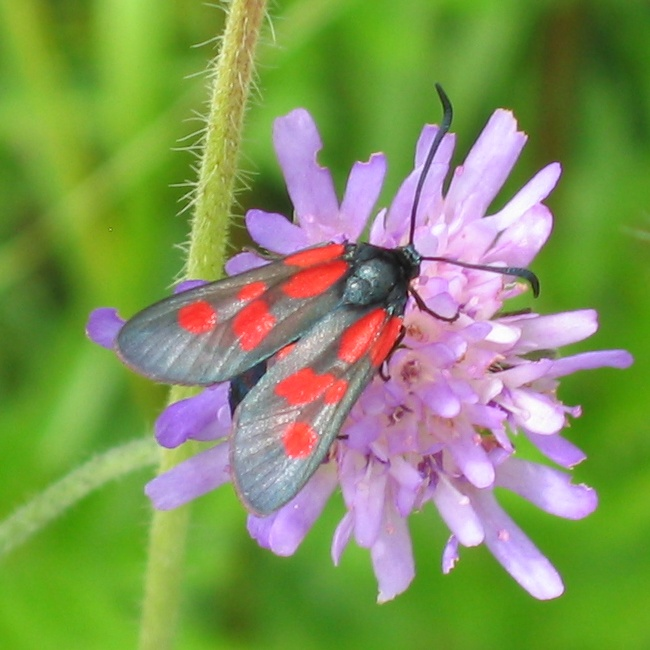
Kleine Fünffleck-Widderchen (Zygaena viciae)

Andere Tiere
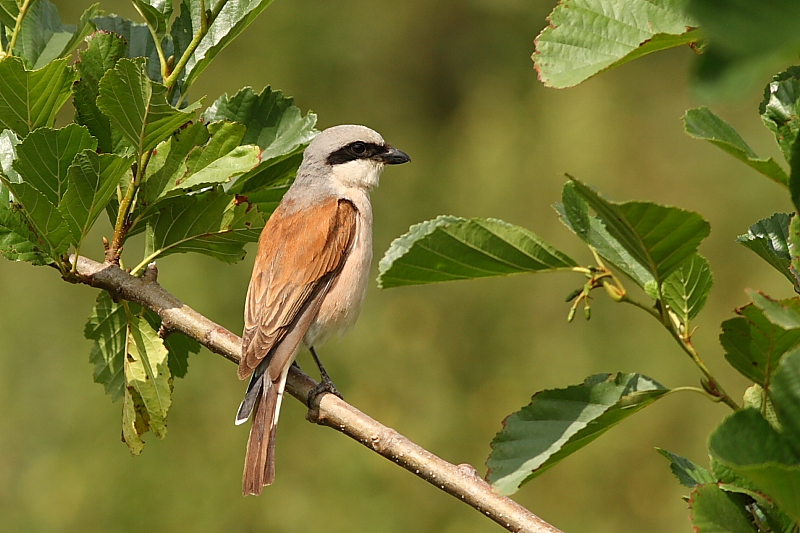
Brutrevier des Neuntöters (Lanius collurio)
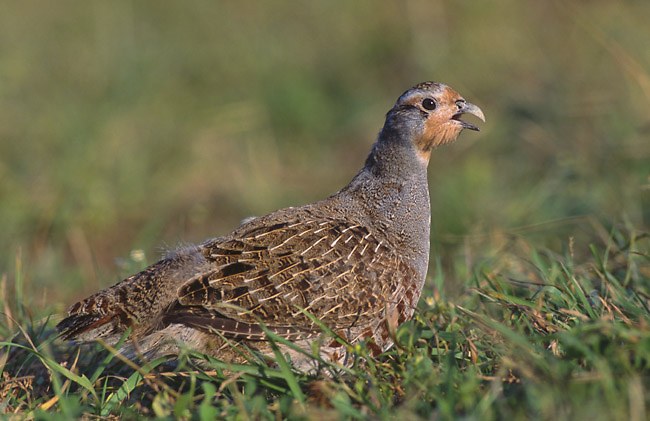
Rebhuhn (Perdix perdix)
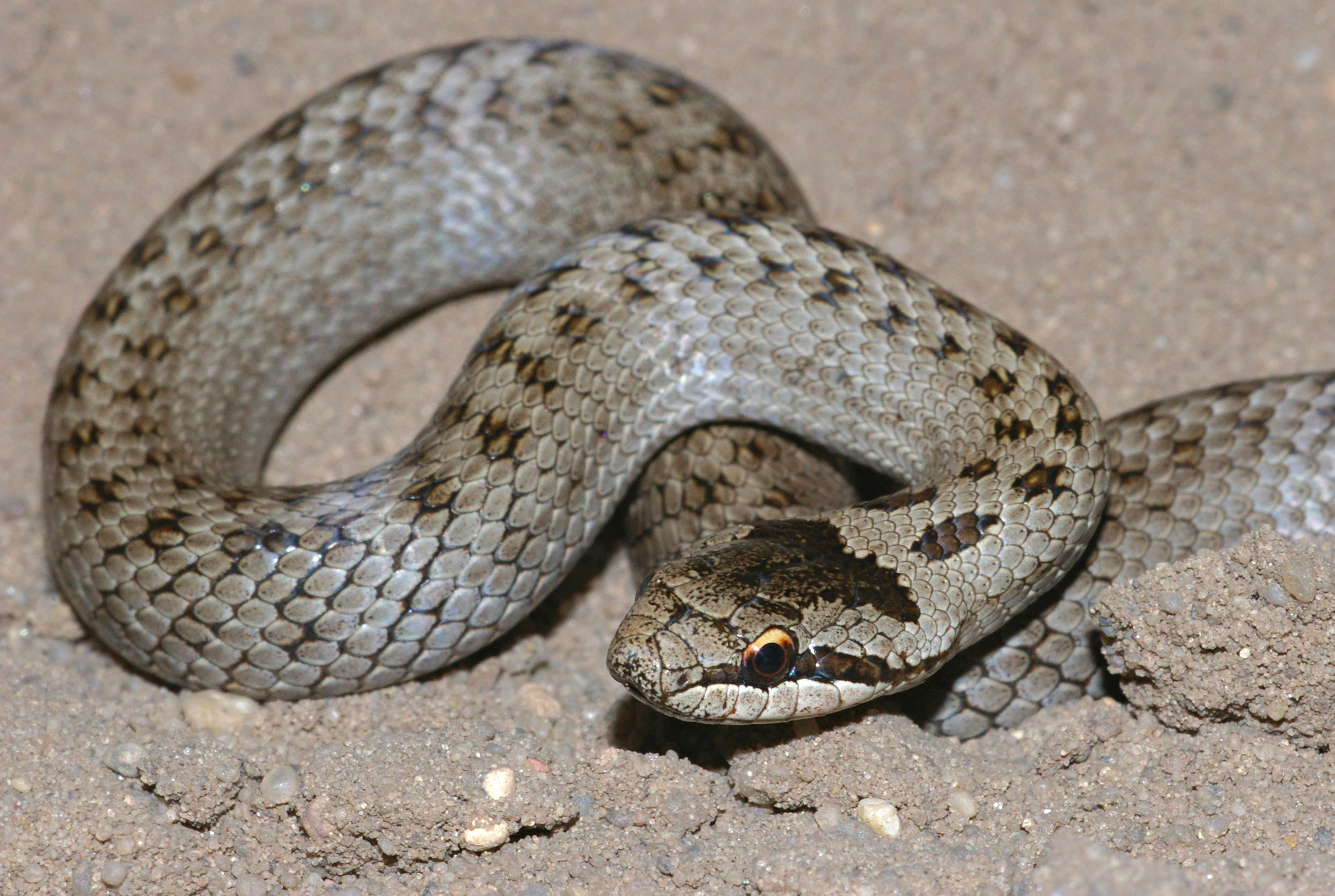
Schlingnatter (Coronella austriaca)
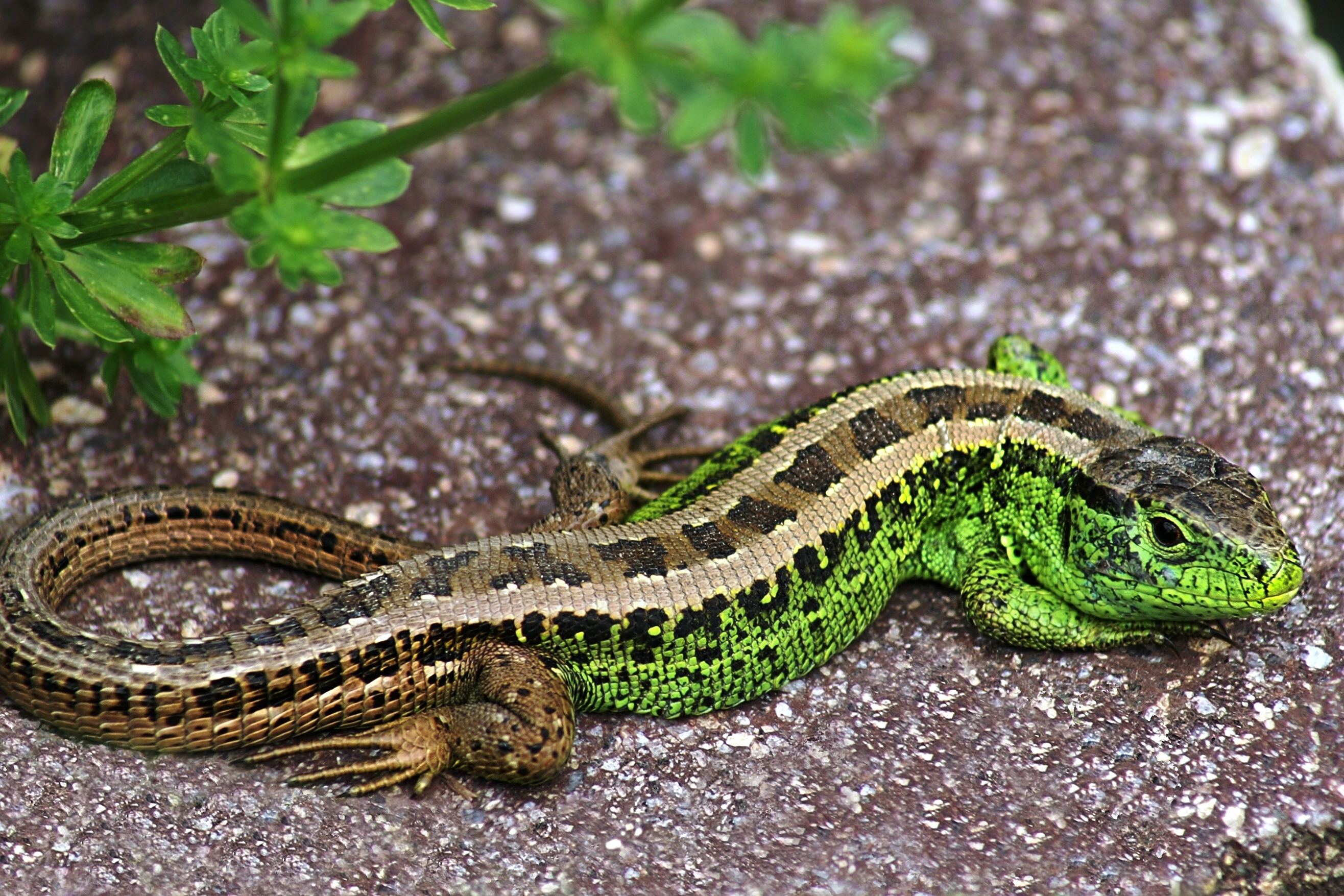
Zauneidechse (Lacerta agilis)
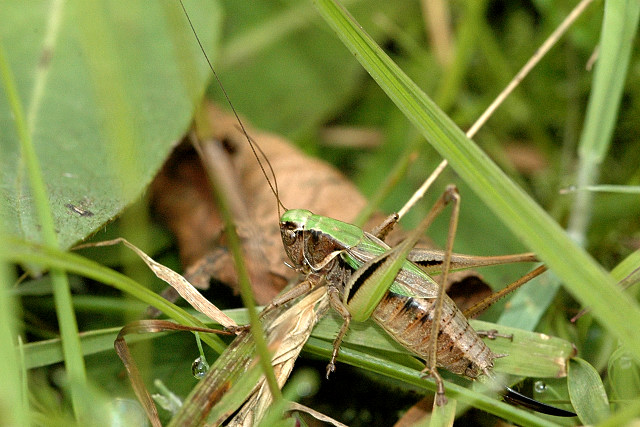
Kurzflügelige Beißschrecke (Metrioptera brachyptera)
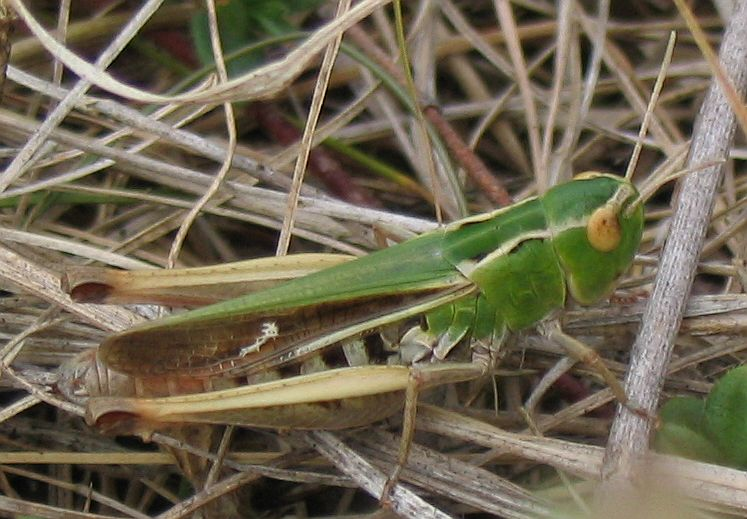
Heidegrashüpfer (Stenobothrus lineatus)
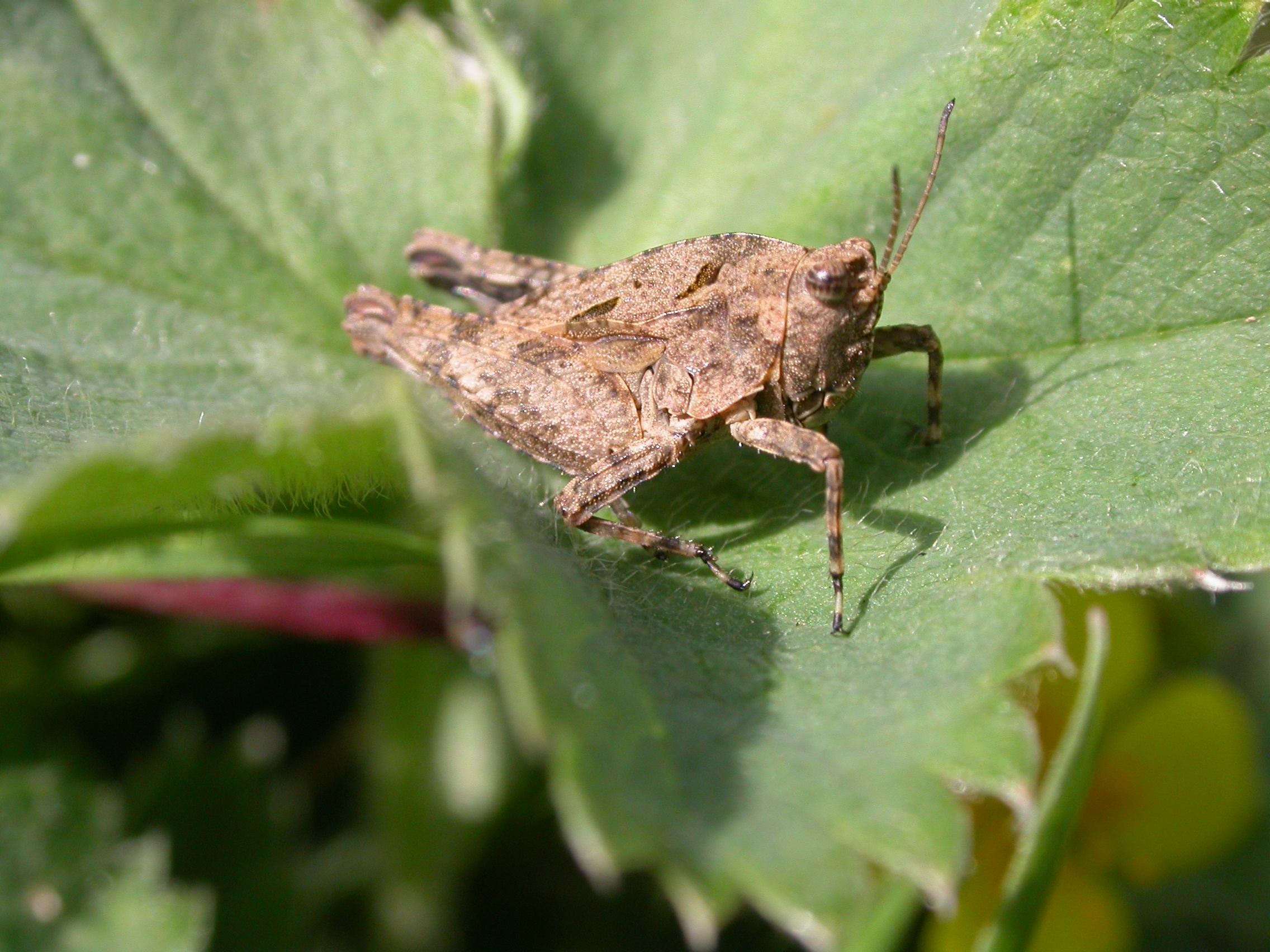
Langfühler-Dornschrecke (Tetrix tenuicornis) alias (Tetrix nutans)
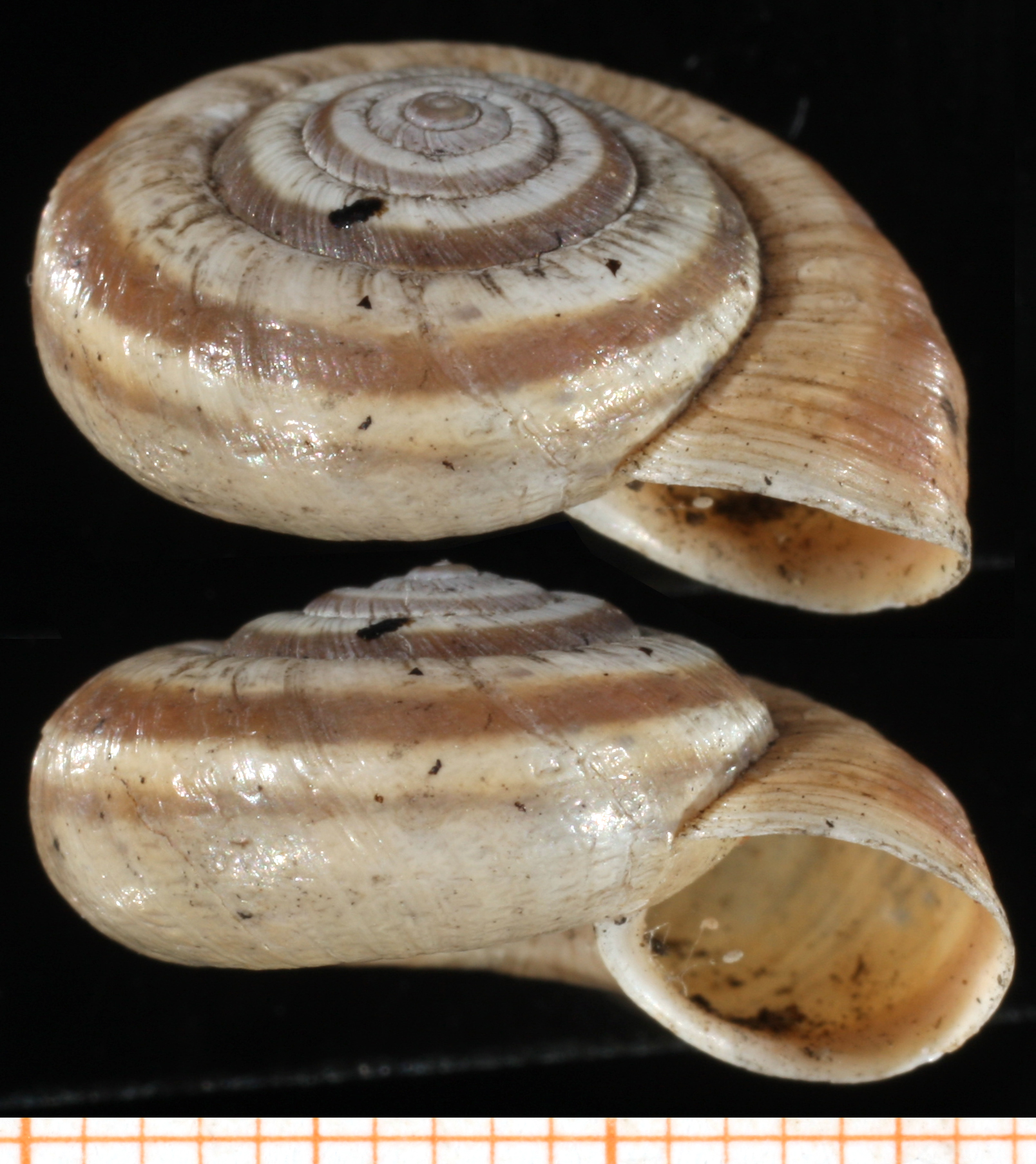
Gemeine Heideschnecke, auch Westliche Heideschnecke (Helicella itala)